# Эпизодические персонажи «Южного Парка»
Эпизодические персонажи «Южного Парка» — персонажи анимационного сериала «Южный Парк», появляющиеся в ряде серий на заднем плане, однако почти никогда не играющие главной роли или активно участвующие в развитии сюжета в одной или нескольких сериях. Тем не менее эти персонажи также являются существенной частью сериала; некоторые из них, например, готы или Кошмарный Марвин, завоевали значительную популярность среди фанатов и критиков, другие — например, доктор Мефесто или мэр, нередко так или иначе влияют на события, происходящие в сериале, хотя их образы раскрыты и менее полно, чем у главных героев. Нередко этих героев озвучивают специально приглашённые актёры — например, Джордж Клуни, Джей Лено, Тодди Уолтерс.
В этот список не включены персонажи, которым посвящены отдельные статьи, а также односерийные персонажи и знаменитости; полный список персонажей приводится в статье Список персонажей «Южного Парка».

## Дети

### Айла
Айла (англ. Isla) — ученица четвёртого класса. У неё тёмно-коричневые волосы, она носит красную куртку и тёмно-зелёные брюки. Впервые появилась в эпизоде девятого сезона «Марджорин». Также её можно увидеть в серии «Кольцо», где она наблюдает живой концерт группы Jonas Brothers, и в серии «Новчало», где она сидит с группой популярных девочек. Спустя несколько сезонов он появляется снова и играет куда более важную роль в эпизоде двадцать первого сезона «Двойная упёртость», где она вместе с другими девочками приглашают Хайди на обед в честь её расставания с Эриком Картманом, но позже начинает дразнить её, чтобы она почувствовала себя виновной. Она играет ещё одну важную роль в последующем эпизоде «Тихоходки», где её изображают как одну из жертв буллинга Хайди. В видеоигре South Park: The Stick of Truth Айла была названа Кортни (англ. Courtney). Айла внешне походит на другую девочку из серии восьмого сезона «Видеонабор тупой испорченной шлюхи» – Кал (англ. Kal) – но у них разные характеры.

### Билл Аллен, Терренс Мефисто и Фосси МакДональд
Билл Аллен (англ. Bill Allen), Те́рренс Мефисто (англ. Terrance Mephisto) и Фо́сси МакДональд (англ. Fosse McDonald) — ученики четвёртого класса. Все трое озвучены Треем Паркером. Они появляются в серии «Большой Эл-гомосек и его гомояхта», где издеваются над тем, что пёс Стэна Спарки — голубой. Они смеются «придурочными» голосами в стиле Бивиса и Баттхеда; в основном их шутки построены на том, что они говорят обо всём окружающем «gay» (в переводе MTV: «отсос»). В серии «Слон занимается любовью со свиньёй» Билл, Терренс и Фосси соперничают с главными героями в школьных проектах (они собираются клонировать человека); там выясняется, что Терренс — отличник и сын Альфонса Мефесто. В эпизоде 104 упоминается, что у Фосси есть пёс. В эпизоде 706 Билл и Фосси похищают куклу маленькой девочки (после этой серии все трое появляются в мультфильме только в качестве массовки). Возможно, Терренс неравнодушен к Ребекке: он сидит рядом с ней в автобусе в эпизоде 317. Редкие волосы и странная причёска Фосси, по предположениям фанатов, объясняются тем, что он пьёт слишком много кофе. В некоторых сериях появляются двое взрослых, лицом и поведением в точности напоминающих Билла и Фосси (логично предположить, что это их отцы). В 4 серии 15 сезона — «T.M.I.» становится известной фамилия Билла (Аллен) и Фосси (МакДональд).
- Терренс носит фиолетовый пиджак и «зализанную» причёску;
- Фосси — фиолетовую рубашку и штаны на подтяжках. Редкие волосы;
- Билл — голубая рубашка (свитер с воротом), коричневые волосы.

### Брэд Диксон
Брэд Диксон (англ. Brad Dixon), или Бримми (англ. Brimmy) — ученик четвёртого класса. Внешне напоминает Крейга, носит похожую одежду, однако его шапка синяя, без помпона и с жёлтой полоской. Присутствует во многих сериях на заднем плане. В сериале «Южный Парк» он не говорил, но говорил в «South park: The Fractured but Whole».

### Брэдли Биггл
Брэ́дли Биггл (англ. Bradley Biggle) — ученик четвёртого класса. Озвучен Мэттом Стоуном. Один из персонажей заднего плана, впервые появившийся в эпизоде «Джунгли-Шмунгли». Его не следует путать с другим Брэдли — персонажем серии «Картман сосёт». У Брэдли светлые волосы, его одежда напоминает одежду Кевина: он носит тёмно-синюю куртку с красным воротником, голубые брюки и красные перчатки. Хотя Брэдли появляется в большом количестве сцен, он остаётся на заднем плане; его нередко можно заметить беседующим со своим другом Кевином, но мы не слышим его голоса. Судя по эпизоду «А сиськи всё испортили», также Брэдли общается с Тимми и Фрэнсисом. В эпизоде «Следи за яйцом!» миссис Гаррисон ставит его в пару с Эстер. В эпизоде «Список» он занимает четвёртое место в списке самых привлекательных мальчиков класса. В эпизоде «Вшивые приключения» он вместе с Кевином держит Кенни во время «мытья носками». В трилогии о «супер-героях» 1411, 1412, 1413 участвовал в «Команде супергероев» — это его первое значительное появление в сериале. В этих эпизодах он играет «Мятно-ягодного хруста», в последнем из них становится известна его фамилия — Биггл (англ. Biggle), а также то, что Генриетта Биггл (девочка-гот) является его сестрой. Кроме того, в эпизоде 1413 оказывается, что настоящее имя Брэдли — Гокцара, и он был отправлен на Землю настоящими родителями с планеты Ko-Tojn. Там он был благословлён мятно-ягодной силой с хрустящей корочкой пирога. В конце серии у Брэдли проявляются супер-способности, он повергает Ктулху обратно в Р’льех и освобождает своих друзей, после этого он улетает на свою планету. Однако в 15 сезоне появляется снова, но опять только на заднем плане.

### Готы
Дети-готы — группа го́тов, которые, видимо, учатся в начальной школе Саус-Парка, но вместо уроков всё время сидят на заднем дворе. Появляются в эпизоде «Изюминки». Это четверо крайне стереотипных готов; они постоянно говорят о боли, о живущих вокруг конформистах, о том, что не хотят быть похожими на клонов Бритни и Джастина. Кроме того, готы пишут стихи о боли (в том числе ходят для этого на кладбище) и читают их друг другу. Они считают себя настоящими нон-конформистами; при этом для того, чтобы стать нон-конформистом, надо носить такую же одежду, как они, слушать такую же музыку (они слушают нечто вроде постпанка и готик-рока), как они, и обязательно пить кофе. Также все четверо готов курят. Они умеют танцевать, причём считают, что это надо делать глубокой ночью, просто переминаясь с ноги на ногу, смотря вниз и каждые три секунды делая затяжку. При этом иногда готы делают удивительно конформистские поступки: к примеру, стоят в очереди за PSP и выступают на школьном конкурсе талантов с песней «Конкурсы талантов — сплошная педерастия» (при этом они надеются на победу). В эпизоде «Ненаказуемый» готы злятся, что их постоянно путают с детьми-вампирами, которые, будучи обычными детьми, просто украли стиль у готов. Идея переодеться в обычную одежду не проходит, и, в конце концов, готы сжигают магазин Hot Topic, который стал рассадником моды на вампиров. В эпизоде «Восхождение Мистериона» выясняется, что готы присоединились к культистам, которые пытаются вызвать Ктулху. В эпизоде «Дети Готы 3: Рассвет позеров» готы объединяются с вампирами против общих врагов — эмо — и вызывают дух Эдгара Алана По.
- Майкл, лидер готов (англ. Michael the Curly Goth), озвученный Мэттом Стоуном. Самый старший из четвёрки, а также вокалист в их группе, в одной из серий 14 сезона он называет боссом гота, поправляющего челку. Он выше остальных, у него длинный нос и кудрявые нестриженые чёрные волосы. Лидер готов упоминает, что его родители в разводе, в эпизоде «Дети Готы 3: Рассвет позеров» показано, что его отец женат на женщине-азиатке. Лидер готов оказывается наибольшим нон-конформистом из всех — он присоединяется к танцевальной группе Стэна в эпизоде «Вас только что в'ли в ж'у», чтобы быть нон-конформистом среди готов, которые сочли танцевальную команду слишком конформистским занятием. В 15 сезоне 4 серии Майкл переживает, что у него слишком маленький пенис, но скрывает это.
- Генриетта Биггл (англ. Henrietta Biggle), единственная девушка из готов. Генриетта невысокая и полная, у неё чёрные волосы; она больше других готов курит. Как выясняется в эпизоде 1214, Генриетта умеет водить машину. Её спальня — ещё одно постоянное место общения готов, где они читают друг другу стихи о боли. В группе готов Генриетта играет на клавишных; известно, что она любит Skinny Puppy и Bauhaus (у неё в комнате висят пародийные плакаты Skippy Puppy и Blauhaus). Её мать появляется в эпизоде «Изюминки»; она сюсюкает с ней как с маленькой девочкой и, видимо, абсолютно не осознаёт стиль жизни Генриетты, которую называет выдумщицей. Генриетта считает мать «конформистской сукой». Также она упоминает отца — «пьяного урода, не подозревающего о её существовании», и тётю-героинщицу, что не соответствует действительности. В эпизоде «Дети Готы 3: Рассвет позеров» становится эмо, после того, как её послали в лагерь. В серии «Ненаказуемый» выясняется, что она умеет водить машину; причем в диалоге с другими готами становится ясно, что она взяла без спросу автомобиль матери: «— Твоя мать знает, что ты взяла её тачку? — А меня это колышет?»
- Пит (англ. Pete the Fringe-flicking Goth), озвученный Треем Паркером, — самый разговорчивый из готов. У него чёрные волосы с красными фрагментами; заметна его длинная чёлка, которую он постоянно откидывает назад, когда та попадает ему в глаза. Также он носит сиреневые ботинки и галстук-боло с красной вставкой. Судя по всему, он примерно того же возраста, что и Генриетта. Он особенно любит пить кофе и играет на бас-гитаре в группе готов. Живёт в трейлере.
- Фиркли (англ. Kindergoth). Дошкольник, самый младший и маленький среди детей-готов; у него короткие чёрные волосы с длинной, зачёсанной набок чёлкой. Как и остальные дошкольники в сериале, озвучен несколько искажённым голосом настоящего дошкольника. В группе готов он играет на ударных. Среди его мнений: «Все люди — кучка нацистских конформистов»; «Я самый большой нон-конформист из всех». Является самым юным курящим персонажем в мультсериале. В эпизоде «Дети Готы 3: Рассвет позеров» предаёт готов и становится эмо.

### Давид Родригес
Давид Родри́гес (англ. David Rodriguez), озвученный Мэттом Стоуном — ученик четвёртого класса. У него чёрные волосы; он носит белую рубашку с синими рукавами и серые брюки. Давид — мексико-американский ребёнок из Бойсе (штат Айдахо); его родители владеют мексиканским рестораном, в котором он работает и который рецензирует Эрик Картман на сайте Yelp в 4-й серии 19-го сезона — «Ты не Иелпишь». Картман и он развивают между собой соперничество.

### Джейсон Уайт
Дже́йсон Уайт (англ. Jason White), озвученный Треем Паркером, — ученик четвёртого класса. Первоначально был «фоновым» персонажем (он появляется уже в эпизоде 101, сидя в столовой и беседуя с мальчиком-евреем). Впервые Джейсон проявляет себя в эпизоде «Профессор Хаос», участвуя в конкурсе на замену Кенни и Баттерсу в качестве лучшего друга и пройдя первый этап. В дальнейшем в серии «Голубой Саус-Парк» Джейсон оказывается в компании «Крейг и парни» вместе с Крейгом, Токеном и Твиком и вместе с ними стремясь быть самым метросексуальным. В эпизоде «Марджорин» Джейсон участвует в проекте по добыче агрегата, предсказывающего будущее, и стоит на охране центра по изучению агрегата вместе с Тимми. В эпизоде «Список» он занимает пятое место в списке, характеризующем привлекательность всех мальчиков класса (однако, этот список был поддельным, и в серии упоминается, что в настоящем рейтинге Джейсон находился ниже). У него коричневые волосы с бакенбардами и высоким лбом; он носит пурпурную куртку с тёмно-серым воротником и синие брюки. Имя и внешний вид Джейсона основаны на друге Мэтта Стоуна и Трея Паркера Джейсоне Макхью, который сыграл одну из ведущих ролей и продюсировал их фильм «Каннибал! Мюзикл». В эпизоде 2110 выясняется, что фамилия Джейсона — Уайт. Умирает в 23 сезоне 6 серии, его переехала полицейская машина. На его похороны пришло малое количество людей, так как все были заняты персоной Рэнди.
Джейсон ожил в 25 сезоне 2 серии, возможно ради мультипликационной ошибки.

### Дженни Саймонс
Дже́нни Са́ймонс (англ. Jenny Simons), озвученная Эйприл Стюарт — ученица четвёртого класса, впервые появилась в эпизоде 1114. У неё чёрные волосы, которые она закрепляет большим пурпурным ободком. Oнa носит голубую куртку и cepыe брюки. В эпизоде «Список» Дженни вместе с несколькими одноклассницами участвует в подтасовке результатов выборов самого красивого мальчика в классе, желая обеспечить победу Клайду, что помогло бы ей покупать лучшую обувь в магазине его отца. В эпизоде 1510 Дженни стала жертвой выходки Картмана и пыталась покончить с собой, но смогла только получить ушиб таза.

### Догпу Петуски
До́гпу Петуски (англ. Dogpoo Petuski, имя в дословном переводе Собачья какашка), озвученный Треем Паркером, — ученик четвёртого класса, появляющийся уже с эпизода 101. У него грязные, непричёсанные коричневые волосы, грязная одежда и пятно на щеке — большая родинка, корочка от раны, просто грязь или действительно собачья какашка. Персонаж мелькал на фоне и обозначался создателями просто как Грязный (англ. Dirt) вплоть до серии «Профессор Хаос», где он безуспешно участвует в конкурсе на лучшего друга, не пройдя ни одного отсева. В интервью сам Догпу говорит: «Я постоянно тусуюсь с ними, но мне ещё не давали сказать ни слова!» Картман говорит о нём: «Да, я часто видел этого пацана в классе, но он мало чего делает. Знаете, он, скорее так, реквизит». В фильме «Саут-Парк: большой, длинный и необрезанный» его можно заметить на втором плане, подпевающим во многих совместных детских песнях.

### Дуги О’Коннелл
Ду́ги О’Коннелл (англ. Dougie O'Connell), озвученный Треем Паркером, — ученик второго класса (при первом появлении — первого, но с переходом главных героев в 4-й класс и он, соответственно, перешёл в следующий класс). У него рыжие волосы и большие очки. При первом появлении в эпизоде 308 Дуги вместе с Пипом и Баттерсом оказывается в числе «Мелвинов» — «главных придурков школы»; там же сообщается, что он любит математику, но хочет стать журналистом. В эпизоде 401 Дуги, как ни странно, появляется в компании третьеклассников. В эпизоде 606 Дуги не проходит первого отсева в конкурсе на лучшего друга, и, разочарованный, присоединяется к Баттерсу в образе профессора Хаоса под именем Генерал Бардак. Дуги участвует вместе с Баттерсом во всех его затеях по уничтожению мира, хотя в эпизоде 607 критикует его, вспоминая, как идеи Баттерса осуществлялись ранее в «Симпсонах». Судя по эпизоду 1012, когда Дуги в качестве генерала Бардака продолжает общаться с Баттерсом, можно подумать, что их идеи окончательно превратились в безобидную детскую игру.
Для своего возраста он достаточно силён. В эпизоде 1302 он без особых проблем заламывает руку Картману, который старше и больше него.

### Изюминки
Изюминки (англ. Raisins) — ресторан в Саус-Парке, обслуживающий персонал которого составляют маленькие девочки с вызывающей внешностью (пародия на девушек Hooters: белый топ, оранжевые шортики, а также яркий макияж), поэтому большинство посетителей ресторана — это мальчики из младших классов школы. Внешность «изюминок» обусловлена стремлением получить как можно больше чаевых с клиентов; на это же направлено и их поведение, представляющее набор специальных правил типа «если посетитель в зоне полутора метров — ты должна его заметить» или «прикосновение руки к клиенту увеличивает чаевые с 5 до 20 долларов». Все «изюминки» вместо имён используют марки автомобилей: Лексус, Мерседес, Порше, Феррари. Некоторые из девочек играют заметную роль в сериале.
- Лексус — девочка, в которую влюбляется Баттерс в эпизоде «Изюминки». Дежурно-приветливое поведение Лексус принимается Баттерсом за искреннюю симпатию, а её приглашения посетить ресторан — за желание его увидеть. Когда Баттерс приводит в ресторан родителей для знакомства с его подружкой, Лексус, наконец, говорит, что между ними ничего нет;
- Мерседес — девочка, впервые появляющаяся в эпизоде «Изюминки», где она обучает другую «изюминку» Феррари правильному поведению с клиентами для получения чаевых. В эпизоде «Вас только что в’ли в ж’у» Мерседес по приглашению Стэна становится одним из членов его танцевальной команды.

В South Park:The Fractured But Whole пытаются любыми способами избить игрока. 
Например: Когда игрок будет проходить мимо изюминок, они будут пытаться догнать его.

### Кайл Шварц
Кайл Шварц (англ. Kyle Schwartz), озвученный Треем Паркером, — двоюродный брат Кайла Брофловски по матери, стереотипный еврей. Кайл Шварц живёт в Коннектикуте и имеет очень глупый облик — маленький рот с обвисшей нижней губой, копна волос мелким бесом и огромные очки. Помимо плохого зрения, у Кайла астма, поэтому он очень тяжело дышит. Он мнителен и постоянно думает о том, как бы не заболеть или не подхватить заразу. Несмотря на то, что на всё у него есть собственное мнение и он постоянно чем-то недоволен, Кайл Шварц трусоват и в крайней ситуации соглашается даже с тем, что ему не нравится. Он появляется в эпизоде «Сущность» — его мать, сестра Шейлы, тяжело заболевает, и он переезжает к Брофловским. Поначалу Кайла Брофловски беспокоит то, как себя будет вести с ходячим стереотипом о евреях его друг Картман — антисемит. Он обещает дать ему $40, чтобы тот помалкивал, но в классе Картман не выдерживает и шутит о концлагерях. Позже Кайл Шварц узнаёт, что его кузен пытался заплатить, чтобы над ним не смеялись, но не обижается, а говорит, что надо было предлагать не $40, а $12.50. Постепенно поведение, приставание, неумение нормально общаться и стереотипность Кайла Шварца надоедают Кайлу Брофловски, и он пытается избавиться от него: отправить на санках, привязанных к автобусу в Коннектикут, на самолёте в Антарктиду, бросает в лесу, но каждый раз Кайл Шварц возвращается домой с криком: «Я дома!». Наконец, выясняется, что Кайл Шварц благодаря удачному вложению денег заработал $5 000 000 и уезжает домой. Главные герои начинают умолять его остаться, но он уходит со словами: «Знаете, вы полные обсоски. С вас как будто стереотипы писали».
Позже Кайл Шварц появляется в эпизоде «Убить Санта-Клауса» — он работает бухгалтером Картмана по добрым делам и подаркам Санты и заключает, что, даже если Эрик найдёт лекарства от СПИДа и рака, он будет должен Санте два подарка. В эпизоде «Всё ради поражения» детская бейсбольная команда Саут-Парка зовёт к себе Кайла с целью участия на их стороне худшего возможного игрока, поскольку они хотят проиграть. 
В переводе MTV он говорит с одесским акцентом.

### Маккормики

#### Кэрол Маккормик

Миссис Маккормик.

Обычно миссис Маккормик носит грязную зелёную футболку с надписью «I’m With Stupid» («Я с дураком») и стрелкой. В эпизоде «Картман вступает в NAMBLA» миссис Маккормик можно заметить в футболке такого же цвета с надписью «God Bless America» («Благослови Бог Америку») и американским флагом. В том же эпизоде, во время похода на аттракцион, а также в значительной части эпизода «Лучшие друзья навсегда» миссис Маккормик появляется в тёмно-зелёной футболке без надписей. Также миссис Маккормик носит грязные штаны. В церкви её можно заметить в мини-юбке и куртке из искусственного меха.
Миссис Маккормик ненавидит своего мужа, Стюарта, за алкоголизм и постоянную безработицу. Она частенько его избивает, что Кенни и Кевин воспринимают со смехом (эпизод «Куролюб») или с равнодушием. Тем не менее, в эпизоде 406 пара неожиданно изъявляет желание завести ребёнка, что не мешает им продолжать ругаться в последующих сериях. Кэрол Маккормик, работает посудомойкой в Olive Garden. Однако, несмотря на то, что она, кажется, вообще не следит за домом, миссис Маккормик умеет и любит вязать.
Несмотря на натянутые отношения с мужем, миссис Маккормик, судя по всему, очень любит своих детей (по крайней мере Кенни), хотя и кричит и не стесняется выражаться при них. Она очень рада, когда Кенни удаётся стать оперной звездой Европы («Пятерняшки 2000»), переживает после «окончательной» смерти Кенни («Лестница в небо») и внушает сама себе, что Кенни ещё может с ней общаться, когда он лежит в реанимации в состоянии овоща («Лучшие друзья навсегда»). Тем не менее, в полнометражном фильме «Саус-Парк: большой, длинный и необрезанный» миссис Маккормик поддаётся влиянию Шейлы, вступая в антиканадскую организацию и способствуя войне.
Миссис Маккормик, как и её муж и даже в большей степени, очень религиозна (как и почти все жители города, Маккормики — католики). Но в 309 эпизоде Кенни пытался притворяться иудеем — его раскрывают и сначала выгоняют, но потом он спасает евреев от Амана. В полнометражном фильме миссис Маккормик требует от Кенни посещать церковь, пугая его адом. Миссис Маккормик всегда молится перед едой; можно заметить Маккормиков молящимися на похоронах или после одной из смертей Кенни.

#### Стюарт Маккормик

Стюарт Маккормик

Отец Кенни — Стюарт Маккормик. Стюарт алкоголик, носит грязную рубашку и штаны, а также водительскую кепку с надписью «Scotch». В эпизоде 203 упоминается, что у Стюарта есть другие родственники, помимо перечисленных, — брат, его подруга и её мать, которые также частенько бывают в доме Маккормиков (как говорит по этому поводу Картман: «Бедняки имеют обыкновение жить скученно»). Также в сериале упоминается отец Стюарта — Джеральд говорит, что он алкоголик.
Известно, что в детстве Стюарт и отец Кайла, Джеральд Брофловски, были лучшими друзьями и вместе работали в пиццерии. Однако потом их пути разошлись: Джеральд получил повышение и уехал учиться в колледж, а Стюарт спился. Их жёны делают попытку примирить старых друзей в эпизоде «Ветрянка», однако совместная поездка на рыбалку завершается дракой.
В эпизоде «Картман вступает в NAMBLA» на долю Стюарта приходится множество испытаний. Они с женой хотят завести нового ребёнка; пытаясь помешать этому, Кенни добивается того, что у его отца оказываются разбиты яички, его постоянно тошнит, а в итоге его насилуют тридцать сорокалетних мужчин. Тем не менее, после гибели Кенни Маккормики всё же заводят ребёнка — им оказывается новый Кенни.
Во-многом из-за алкоголизма Стюарта семья Маккормиков является одной из беднейших в городе. Уже в эпизоде «Конъюнктивит», ещё до появления Стюарта в сериале, Картман упоминает о его пристрастии к виски. Словно в подтверждение этого он впервые появляется в кепке с надписью «Скотч». В дальнейшем выясняется, что по причине пьянства и безработицы жена Стюарта люто ненавидит своего мужа. К примеру, в эпизоде «Куролюб» они появляются в качестве героев сериала «Копы», избивая друг друга под смех Кенни и Кевина. Хотя в эпизоде 406, когда они хотят завести ребёнка, видимо, у них происходит потепление в отношениях, в дальнейших сериях («Лучшие друзья навсегда», «Занимайтесь любовью, а не Warcraft'ом») снова видны ссоры и драки в семье Маккормиков. Помимо алкоголя, Стюарт увлекается чтением «Playboy».
Бедность Стюарта и его семьи проявляется во всём: к примеру, их типичный ужин составляют мороженые вафли, а завтрак — бутерброды с хлебом. Маккормики не могут насладиться даже подаренной им банкой зелёного горошка, потому что у них дома нет открывашки. Тем не менее, иногда Кенни неожиданно оказывается способен сделать серьёзную покупку: приставку PSP (904) или даже компьютер (1008).
Как и его жена, Стюарт весьма религиозен и каждый раз произносит перед едой молитвы (звучащие порой не совсем ортодоксально, например: «Надеюсь, Бог, что ты когда-нибудь принесёшь нам счастье, хотя ты и очень занят своим приятным времяпрепровождением»). В эпизоде «Пылкая католическая любовь» Стюарт выступает против массового перехода взрослых города к атеизму.
Сложно сказать, какие взаимоотношения у Стюарта с детьми. Стюарт, видимо, переживает, когда Кенни попадает в кому или умирает от неизлечимой мышечной болезни; в эпизоде «Пятерняшки 2000», когда Кенни с матерью переезжают в Европу, он пытается вернуть сына обратно, хотя тому на него совершенно наплевать. Однако, судя по переживаниям Кенни из-за нового ребёнка в эпизоде 406, ему важно внимание его родителей.
Начиная с эпизода 113, Стюарта регулярно можно увидеть в баре Саут-Парка, среди мужчин города. Он выступает частью их общей компании, хотя, видимо, не имеет ни с кем особенно близких отношений.

#### Кевин Маккормик
Ке́вин Макко́рмик (англ. Kevin McCormick) — брат Кенни Маккормика, впервые появляющийся в эпизоде 109, вместе с отцом и матерью. О нём известно крайне мало: он старше и выше Кенни, у него стоящие торчком коричневые волосы и брекеты на зубах (последнее странно, так как семья Маккормиков является по сути нищей и не может обеспечивать детям такого рода лечение). Голос Кевина (он озвучен Треем Паркером) напоминает Билла, Терренса и Фосси. В эпизоде «Куролюб» Кевин говорит: «Мама опять избивает папу!», и они с Кенни смеются над этим; в эпизоде «Ветрянка» он произносит «Моя вафля готова! Моя вафля готова!», когда Маккормики ужинают морожеными вафлями. Можно заметить Кевина и в серии «Страшная рыбка», когда мать велит Кенни поделиться с братом своим одеялом. Обычно Кевин либо все время молчит, либо выдает какие-то отдельные фразы.

#### Карен Маккормик
Ка́рен Макко́рмик (англ. Karen McCormick), озвученная Селедтом Хавьером — сестра Кенни. В эпизоде «Лучшие друзья навсегда» вместе с семьёй Маккормиков гуляет по парку развлечений, а потом навещает Кенни в реанимации маленькая девочка, бедно и грязно выглядящая. Однако в эпизоде 203 при перечислении членов семьи Стюарт не упоминает дочь. Она ничего не говорит, и нет никаких намёков на то, кем именно она является. Мэтт Стоун как-то упомянул её имя — Карен. В эпизоде 1514 становится достоверно известно то, что она действительно сестра Кенни. Именно в этой серии ей уделяется значительное внимание. Кенни очень любит свою сестру и защищает. Она называет его своим ангелом-хранителем, когда тот приходит к ней в образе Мистериона. В серии 1514 Кенни жестоко избивает девочку, обижающую Карен. Карен тоже очень любит своего брата и мать.
Ранее Карен была напоминала на Хейди Тёрнер, кроме у Карена свето-коричневые волосы и она носит зелёную куртку с бархатным воротником и чёрные брюки. В эпизоде 1903, её волосы в косичках с пурпурными бантиками. У неё тоже грязные голос и куртка.

### Кевин Стоули
Ке́вин Стоули (англ. Kevin Stoley), иногда Кейси (англ. Casey), озвученный Мэттом Стоуном — один из действующих в основном на заднем плане мальчиков-четвероклассников. Кевин нечасто говорит; он носит голубую куртку, красные варежки, а также чёрные штаны (как и чёрные волосы, это делает его похожим на Стэна). В эпизоде 205 выясняется, что Кевин — представитель китайской диаспоры, и другие одноклассники (вместе с которыми он являлся участником сборной школы Саут-Парка по доджболу) расспрашивают его о китайской сборной по доджболу. Однако, в отличие от других китайцев в сериале, у Кевина такие же глаза, как и у американцев. В эпизоде «Возвращение братства кольца в две башни» Кевин сидит среди прочих персонажей, одетых как герои «Властелина колец», в костюме имперского штурмовика, хотя это персонаж «Звёздных войн». Также в серии 1307 Капитан Жирная Борода, Кевин становится пиратом, но берёт с собой меч из «Звёздных войн». Можно предположить, что он является фанатом «Звёздных войн». Долгое время фамилия Кевина оставалась неизвестной. Так, в эпизоде «Я и моё будущее» некие Бруксы собираются нанять актёра из «Motivation Corp.», который должен удержать их сына от наркотиков, выдав себя за «него из будущего». При этом актёр отдалённо напоминает Кевина: у него такая же причёска, и он одет в голубую майку с красным воротником. Более того, Бруксы упоминают, что их сына зовут «Кевин». И хотя нет абсолютной уверенности, что Кевин Брукс и Кевин — это одно лицо, следует отметить, что мистер и миссис Брукс вовсе не являются китайцами. Наконец, настоящая фамилия Кевина, Стоули, раскрывается в серии «Жирная Борода» (Хотя до этого его упоминал Баттерс в серии Рыбные палочки. В эпизоде «Список» он оказывается на девятом месте в списке, определяющем привлекательность всех мальчиков класса (но этот вариант списка — поддельный).
И всё же самое заметное появление Кевина — эпизод 1307, где Картман берёт его в свою пиратскую команду.

### Келли Нельсон
Ке́лли Не́льсон (англ. Kelly Nelson), озвученная Тодди Уолтерс, — девочка, которая впервые появляется в серии «Джунгли-Шмунгли» в качестве участницы хора «Дети для голубых лесов». Ещё очевидно, что Келли имеет красивый голос, и поэтому является солисткой (судя по песне про голубые леса). В этом эпизоде они с Кенни влюбляются друг в друга, и она даже спасает ему жизнь после удара молнией. Характерная черта Келли — она постоянно ковыряется в носу, даже когда делает Кенни искусственное дыхание. Судя по эпизоду «Самопроизвольное возгорание», Келли переезжает в Саут-Парк (первоначально она жила где-то в районе Флориды). То, что фамилия Келли — Нельсон, возможно, выясняется в эпизоде «Учительница соблазняет мальчика»: Картман рассказывает, что дал Келли Нельсон понюхать свой палец, который перед этим засунул себе в зад, и её стошнило, причём во время рассказа Кенни не смеётся и выглядит грустным.

### Кошмарный Марвин
Кошма́рный Ма́рвин (в варианте Гоблина, в переводе MTV — Голодный Марвин, в переводе РЕН ТВ — Доходяга Марвин, в переводе Парамаунт — Тощий Марвин, англ. Starvin' Marvin), озвученный Треем Паркером, — маленький эфиопский мальчик, который появляется в двух посвящённых ему эпизодах — приуроченном к дню благодарения эпизоде 1 сезона «Кошмарный Марвин» и эпизоде 3 сезона «Кошмарный Марвин в космосе». Речь Марвина, как и всех его соотечественников, состоит из цокающих и щёлкающих звуков, которые нравятся детям Саут-Парка (этот язык напоминает койсанские языки). Однако во время жизни в доме Картмана Марвин выучил несколько характерных для Эрика фраз («шикарно» и «я хочу ещё сырных подушечек»), а также собственное имя. В первое своё появление в сериале Марвин был прислан детям по ошибке вместо наручных часов, некоторое время жил у Картмана, после чего из-за мистера Гаррисона был возвращён на родину (куда привёз долгожданной еды — мёртвых индеек). Во второе своё появление Марвин, управляя кораблём пришельцев, увёз свой народ на Марклар. По версии сайта IGN Марвин занял 5 место в списке 10 лучших второстепенных персонажей сериала. Возраст Кошмарного Марвина — 10 лет

### Лерой Дженкинс
Леро́й Дже́нкинс (англ. Leroy Jenkins) — глупо выглядящий мальчик в очках и с коричневыми волосами. Впервые появляется в сериале в эпизоде 1009, где выступает перед классом с рассказом о своей домашней лягушке, говоря, что «лягушки — лучшие домашние животные». Миссис Гаррисон так благодарит его: «Спасибо, что рассказал нам о своём тупом питомце». Позже Лерой упоминается и мелькает на заднем плане в эпизоде «Список», где он занимает шестое место в сделанном девочками списке самых привлекательных мальчиков класса (точнее, в фальшивом варианте этого списка). В серии 1602 он собирается купить у Картмана драгоценность. Возможно, пародия на Невилла Долгопупса из серии книг «Гарри Поттер». 
Имя персонажа вероятнее всего взято у Лироя Дженкинса — персонажа, ставшего мемом среди игроков World of Warcraft.

### Лиззи
Ли́ззи (англ. Lizzie, имя упомянуто только в официальном скрипте) — девочка, наиболее известным появлением которой является «Тупое преступление Картмана 2000». В этом эпизоде она ходит с остальными девочками третьего (на тот момент) класса и подбивает мальчиков на соревнование по катанию на санках. Она издевается над мальчиками и называет их прозвищами вроде «задовозделыватели», «говноступы» или «костезады». В конце эпизода она проигрывает мальчикам, и её уносит медведь. Несмотря на то, что она почти наверняка умирает, в эпизоде «Классические рождественские песенки от мистера Говняшки» она подпевает мистеру Хэнки во время исполнения первой песни; в эпизоде «Лагерь для толстяков» она среди прочих наблюдает за поеданием Кенни собственной блевотины; в эпизоде «Картманлэнд» она стоит среди тех, кто наблюдает за попытками Картмана вернуть деньги; в серии Профессор Хаос её можно увидеть качающейся на качелях на школьном дворе, а в эпизоде «Лучшие друзья навсегда» катается на аттракционах в парке развлечений. Лиззи выглядит и ведёт себя как женский аналог Кенни: как и он, она тоже носит парку, закрывающую часть лица (но не рот), и постоянно похабно выражается. Кроме того, в одной из серий она умерла, после чего воскресла.

### Лола
Ло́ла (англ. Lola) — ученица четвёртого класса. У неё коричневые волосы, которые она закрепляет синим ободком. Oнa носит зелёный свитep и cepыe брюки. Судя по внешности и характеру, является очень умной и самой красивой девочкой в классе. В эпизоде «Следи за яйцом!» миссис Гаррисон ставит её в пару с Токеном. В «Списке» Лола вместе с несколькими одноклассницами участвует в подтасовке результатов выборов самого красивого мальчика в классе, желая обеспечить победу Клайду, что помогло бы ей покупать лучшую обувь в магазине его отца. В серии «История о Скроти МакБугерболлзе» Лола вместе с Ребеккой защищает Баттерса от Стэна, Кайла, Кенни и Картмана, которые предъявляют ему претензии по поводу книги.

### Льюис Хэндлер
Лью́ис Хэ́ндлер (англ. Louis Handler), ранее Триппли (англ. Tripply), озвученный Мэттом Стоуном, — ученик четвёртого класса. У него коричневые волосы. Он носит тёмно-синюю куртку, серые штаны и красно-чёрный шарф. В эпизоде 1502 «Смехобот» выяснилось, что он объявляет вторжение школы немцами.

### Милли Ларсен
Ми́лли Ла́рсен (англ. Millie Larsen) — одна из девочек, учащихся в четвёртом классе. У Милли светлые, почти рыжие волосы (как у Тимми), она носит светло-зелёную куртку и синюю джинсовую юбку, под курткой иногда видна розовая футболка. Она, вероятно, дружит с Биби и Венди; в эпизоде 907 она общается с Бертой, причём та называет её Джесси (англ. Jessie). Милли произносит несколько реплик в эпизодах «Тупое преступление Картмана 2000» и «А сиськи всё испортили», а также в эпизоде «Видеонабор тупой испорченной шлюхи», где она играет с этим видеонабором; в этой серии у неё заметен южный акцент. В эпизоде «Приходят соседи» можно увидеть её мать и младшую сестру (они вместе гуляют по зоопарку).

### Мэнди
Мэ́нди (англ. Mandy) — одна из учениц четвёртого класса. У неё коричневые вьющиеся волосы. Имеет грубоватый для девочки голос (её озвучил Мэтт Стоун). Мэнди входит в группу поддержки «Коров Саут-Парка». В эпизоде «Клизма и дерьмо» её, Биби и других девушек из группы поддержки обливают бычьей кровью люди из PETA, выступающие против использования коровы в качестве символа городской команды. Также Мэнди появлялась на девичнике Хайди в серии «Марджорин».

### Нейт
Нейт (англ. Nate) — ученик четвёртого класса. У него рыжие кудрявые волосы, он носит зелёную куртку с коричневым воротником и серые штаны. Впервые появился в эпизоде 304 «Твик против Крэйга», а заговорил в серии 316 «Господь, ты там? Это я, Иисус», где ему было дано имя Томми (англ. Tommy). В игре «South Park: The Fractured But Whole» окончательно дано имя Нейт.

### Нелли
Не́лли (англ. Nelly), озвученная Эйприл Стюарт, — ученица четвёртого класса. У неё каштановые волосы, заплетённые в две косички, она носит зелёную блузку, на которой изображён цветок, и тёмно-зелёную юбку. В эпизоде «Список» Нелли становится хранителем списка, в котором приведён рейтинг всех мальчиков класса. Желая отнять у неё этот список, Баттерс, следуя плану Картмана, дважды пытается «пнуть её по яйцам», после чего она избивает его.

### Николь Даньелс
Николь Даньелс англ. Nichole Daniels, озвученная Кимберли Бгуксом – ученица четвёртого класса. У неё чёрные волосы, заплетённые в две пучков, она носит жёлтую куртку, пурпурную юбку. Николь – афроамериканская девочка и девушка Толкина Блэка. Они вступили в отношения в эпизоде 1607 «Картман находит любовь» благодаря Эрику Картману.

### Ребекка Макартур
Ребе́кка Мака́ртур (англ. Rebecca McArthur), ранее Берта (англ. Bertha), озвученная Моной Маршалл, — одна из девочек, учащихся в четвёртом классе и появляющихся на заднем плане начиная с эпизода 101. У неё рыжие волосы; в целом, её причёска и одежда совпадают с таковыми у Венди Тестабургер, Ребекка носит синий пиджак с сиреневым воротником и совпадающими перчатками. Также Ребекку можно перепутать с Салли, носящей такую же одежду и причёску, но у Ребекки нет заколки в волосах. В скриптах, а также в эпизоде «Следи за яйцом!» имя этой девочки указано как Red (в переводе MTV «Рыжик»); видимо, Рыжик — её прозвище. Имя Ребекка впервые было применено к ней в эпизоде «Список». В серии «Славные времена с оружием» говорится, что её отец — Скитер. В эпизоде 910 Берта следит за яйцом-ребёнком вместе с Крейгом. В эпизоде эпизоде 812 она пытается заняться сексом со Стэном, точнее, сделать ему минет. В эпизоде Спецвыпуск в пандемию выясняется, что фамилия Ребеккы — Макартур, и у матери зовут Мойра. В эпизоде 801 выясняется, что экс-отец Ребеккы — Скитер.

### Салли Тёрнер
Са́лли Тёрнер (англ. Sally Turner) — рыжеволосая девочка. Она впервые появляется в эпизоде «Джунгли-Шмунгли» как участница хора «Дети для голубых лесов», но позже её нередко можно заметить среди учениц четвёртого класса. Она носит такую же одежду, как Венди и Берта, отличаясь от них заколкой в волосах. На Салли Тёрнер обычно одеты голубой свитер и зелёная юбка; также упоминается, что она набивает чем-то лифчик. В эпизоде «Марджорин» Салли участвует в девичнике Хайди. В эпизоде «Следи за яйцом!» и в некоторых других сериях Салли называют Поудер (англ. Powder) — скорее всего, это её прозвище. В том же эпизоде она становится в паре с Кенни.

### Скотт Тенорман
Скотт Те́норман (англ. Scott Tenorman) — ученик восьмого класса. Является единокровным братом Картмана (у них общий отец, но Эрик об этом не знает). У Скотта рыжие волосы, веснушки, на зубах он носит скобки. Он большой поклонник группы Radiohead. В эпизоде «Скотт Тенорман должен умереть» он продаёт Картману свои лобковые волосы. Когда Картман понимает, что его обманули, и пытается забрать свои деньги, Скотт отказывается их вернуть. Тогда Картман решает отомстить. Он подстраивает гибель его родителей, расчленяет их тела и готовит из них соус чили, которым угощает ни о чём не подозревающего Скотта. После того, как Скотт, узнавший, чем именно его угостили, начинает рыдать, появляются члены группы Radiohead, специально приглашённые Картманом, и называют его «плаксой» и «некрутым пацаном». Позднее он появляется в эпизоде «Смерть Эрика Картмана». Картман, решивший попросить прощения у всех, кому он причинил зло, находит Скотта плачущим на могиле своих родителей. 
В эпизоде «201» выясняется, что отец Скотта — настоящий отец Картмана, убитый им же. Картман очень сильно переживает из-за того, что его отец — рыжий, при этом не обращая внимания на тот факт, что сам виноват в его смерти.

### Тереза
Тере́за (англ. Theresa), ранее Ма́лли (англ. Molly), озвученная Элизом Гэвриелом (псевдоним Кимберли Брукса; ранее – Монa Маршалл) — ученица четвёртого класса. У неё чёрные волосы. Она носит свето-оранжевую куртку, синий жилет и зелёную юбку. Семья Терезы — прогрессивная и живёт в крохотном доме, который Хайди буллит, называя трейлерным парком в эпизоде «Тихоходки».

### Томми
То́мми (англ. Tommy) — ученик третьего класса, появляющийся в эпизоде 304. Там он занимается среди прочих на уроках труда, и ему отрезает лицо шлифовальным станком. Клайд приводит его к мистеру Адлеру, и тот советует Томми сходить к медсестре, чтобы та помазала ему лицо перекисью водорода. В дальнейших сценах серии Томми снова появляется с лицом без объяснения причин. Мальчика с такой же одеждой и причёской, как Томми в 304, можно увидеть, например, в школьном коридоре в эпизоде 813.

### Филмор Андерсон
Фи́лмор (англ. Filmore) — один из детсадовцев. В эпизоде 413 к ним переходит преподавать мистер Гаррисон, и во время выборов президента класса друг Филмора выдвигает его в качестве кандидата в президенты класса как самого умного. В дальнейшем Филмор соперничает с Айком, причём выяснить результаты оказывается крайне сложно — во-первых, потому что никак не получается подсчитать голоса, во-вторых, потому что приезжает тётя Филмора Рози О'Доннелл. В конце концов, выборная морока надоедает Филмору, и он снимает свою кандидатуру. В дальнейшем Филмора можно увидеть в эпизоде 606, где он участвует в конкурсе на лучшего друга, но не проходит ни одного отсева.

#### Другие детсадовцы
Другие детсадовцы появляются в эпизоде 413, в связи с выборами президента класса, в эпизоде 507, когда мистер Гаррисон ведёт у них сексуальное воспитание, и в эпизоде 1010. Мистер Гаррисон преподаёт у них с эпизода 413 по эпизод 614; в эпизоде 1010 мы видим преподающей у них Мисс Стивенсон; кто преподаёт в детском саду после гибели мисс Стивенсон, неизвестно. Все детсадовцы, включая Филмора и Айка, озвучены слегка искажёнными голосами настоящих детей.

### Фрэнсис
Фрэ́нсис (англ. Francis), озвученный Треем Паркером, — один из «фоновых» детских персонажей. У него тёмные волосы, обычно он одет в коричневую рубашку, на которой изображён бобёр, поджаривающий над огнём зефир; Фрэнсис очень застенчив и с первых эпизодов мелькает только на заднем плане, не обращая на себя особого внимания. Обычно он виден среди других второстепенных детских героев. В эпизоде «Иубилей» выясняется, что Фрэнсис — еврей: он оказывается одним из еврейских скаутов. В эпизоде «А сиськи всё испортили» он появляется у дома Биби в компании Тимми, Кевина и Брэдли; он выразил свою позицию в возникшей проблеме словами «Биби должна быть общим другом». В эпизоде «Список» впервые упомянуто его имя; там он оказывается четырнадцатым в списке самых симпатичных мальчиков класса (правда, список был подделан, и его настоящее местоположение неизвестно). В эпизоде 1309 Фрэнсис ходил целоваться с Салли Дарсон за деньги.

### Хайди Тёрнер

Хайди Тёрнер

Ха́йди Тёрнер (англ. Heidi Turner), озвученная Джессикой Малькинсоном — одна из наиболее заметных «второстепенных» девочек из четвёртого класса и бывшая лучшая подруга Эрика Картмана. У неё тусклые коричневые волосы, она носит светло-зелёную куртку, похожую на куртку Кайла, красные перчатки и тёмно-коричневые брюки. В 20-м сезоне Хайди начинает носить оранжевую шапку с чёрными, белыми и фиолетовыми акцентами и фиолетовым цветком. Впервые Хайди появляется в эпизоде «Возможно», где её называют Марси (англ. Marcie). Родители (особенно её отец — Стивен) пытаются заставить её уйти из церкви Картмана, однако на Стивена внезапно падает кусок крыши церкви; Картман представляет это перед своей «паствой» как кару божью. В эпизоде показано, что Стивен попадает в ад. В эпизоде «Марджорин» Хайди организовывает у себя девичник, причём его охрану обеспечивает уже другой её «отец» — видимо, мать Хайди вышла замуж вновь (либо это просто ляп создателей, поскольку мать Хайди здесь выглядит также по-другому). Также Хайди можно увидеть в эпизодах «Видеонабор тупой испорченной шлюхи» (она также поддаётся моде на Пэрис Хилтон) и «Следи за яйцом!» (для заботы о яйце-ребёнке её ставят в пару с Картманом, чему она крайне недовольна; впоследствии Эрик, разбив яйцо, пытается уговорить Гаррисона не ставить ей двойку, чтобы им обоим в итоге по среднему арифметическому хватило на тройку с минусом). В эпизоде «Вперёд, Бог, вперёд» появляется девочка с такими же волосами и одеждой, но с заколкой, отсутствующей у Хайди, и с абсолютно другими родителями; можно предположить, что это тоже Хайди, однако она сама позже появляется в эпизоде без заколки. В эпизоде «Проклятый» начинает встречаться с Картманом на фоне обоюдного исчезновения из социальных сетей. В этом эпизоде Хайди является центральным персонажем.
В конце 21-го сезона её отношения с Картманом становятся напряжённее. После того, как Хайди набирает вес, она начинает напоминать Картмана (и его негативные личностные черты), в итоге они расходятся в последнем эпизоде этого сезона — «Тухлый помидор». В 22-м сезоне Хайди появляется — и она снова худая.
Из компьютерной ролевой игры South Park: The Stick of Truth становится известно, что имя матери Хайди — Нэнси. Хайди появляется на секретной базе девочек. Выясняется, что Хайди — «двуликая сука», поскольку её мать ездила в Канаду, чтобы сделать аборт. Однако вскоре четвероклассницы её прощают, поскольку Тёрнер очень жаль. Она может посоветовать Новичку остаться девочкой, поскольку так будет «намного лучше».

### Хизер Уильямс
Хизер Уильямс (англ. Heather Williams) –  озвучена Бетти Бугги Паркер, дочерью Трея Паркера. Она – ученица четвёртого класса. У неё кудрявые  каштановые светлые волосы с жёлтым бантом, и она носит зеленовато-голубую куртку и голубую юбку. В 25-м сезоне Хизер стала ученицей класса мистера Гаррисона после её первого появления в сериале «Южный Парк: После COVID’а: Возвращение COVID’а».

### Шестиклассники
Шестиклассники — главные хулиганы начальной школы. Впервые они появились ещё в невыпущенной версии эпизода «Картман и анальный зонд», приставая к третьеклассникам на школьной площадке; при всех своих последующих появлениях шестиклассники также пристают к детям младше, а также постоянно говорят о велосипедах, девчонках и порнографии. Так, в эпизоде «Возвращение братства кольца в две башни» шестиклассники, играя роль назгулов из «Властелина колец», охотились за кассетой с порнографией, а в эпизоде «Детский сад» требовали у четвероклассников в обмен за защиту от хулигана фотографию груди мамы Стэна. В этом же эпизоде всю большую компанию шестиклассников изощрённо избивает и мучает этот хулиган — Трент Бойетт, и они все попадают в больницу с разнообразными травмами. Также их можно увидеть в полнометражном фильме, где четвёрке главных героев отказал кассир продать билет на фильм; за ними можно заметить главного шестиклассника с сигаретой во рту. Секундное их появление было в эпизоде 1209, где они собираются посмотреть, как Эрик Картман дерётся с Венди Тестабургер.

### Энн «Энни» Ниттс
Энн «Энни» Ниттс (англ. Anne «Annie» Knitts), озвученная Эйприл Стюарт (ранее — Мэри Кей Бергман и Моной Маршалл), — одна из учениц четвёртого класса. У неё короткие кудрявые светлые волосы, она носит коричневую куртку без воротника и чёрную юбку. Про Энни известно очень мало, в сериале она говорила трижды — в серии «Твик против Крейга», когда она вместе с другими девочками прощается с Кенни, в эпизоде «Видеонабор тупой испорченной шлюхи», когда она общается с Салли, Бертой и Биби, тоже пытающимися стать тупыми испорченными шлюхами, и в эпизоде Ешь, молись, пускай газы, где она спрашивает, что такое выпук (queef). В серии «Видеонабор тупой испорченной шлюхи» впервые было упомянуто, что её зовут Энни; однако, чуть ранее, в серии «Женщина с приросшим эмбрионом», её называли Джордан (англ. Jordan). Голос Энни очень напоминает голос «Барта Симпсона» из серии «Мультипликационные войны, часть II». Обычно Энни можно увидеть с другими девочками класса — Венди Тестабургер, Биби Стивенс, Хайди Тёрнер и Салли. В эпизоде «Следи за яйцом!» миссис Гаррисон назначила её следить за яйцом-ребёнком вместе с Тимми. В Компьютерной ролевой игре South Park: The Stick of Truth Энни играет в ней найбольшую роль. Она приводит игрока к тайнику девочек, после чего она благодарит игрока за его успешное поражение у задир, которые украли её куклу Джастина Бибера. Почти в конце игры она помогает Венди в окончательной баталии пробраться к дому Клайда.

### Эстер
Э́стер (англ. Esther) — одна из девочек четвёртого класса, входящих в компанию Венди. У неё чёрные волосы и одежда, напоминающая одежду Кевина (не считая розового воротника, тёмно-розовые брюки и светло-розовые перчатки). Эстер несколько раз говорила, но никогда не играла в сериале существенной роли. В серии «А сиськи всё испортили» Эстер вместе с Венди, Бертой и Милли сидят в столовой, издеваясь над Биби; в серии «Видеонабор тупой испорченной шлюхи» Эстер поддаётся повальной моде девочек на испорченность и Пэрис Хилтон. Значительная часть всех реплик Эстер в сериале приходится на серию «Тупое преступление Картмана 2000», где она вместе с другими девочками обзывает мальчиков-одноклассников. Участвует Эстер и в воспитании яиц в эпизоде «Следи за яйцом!» — миссис Гаррисон ставит её в пару с Брэдли.

### Кип Дрорди
Кип Дрорди (англ. Kip Drordy) — ученик 3 класса. Появляется в серии 1404 «У вас 0 друзей». Друг Кайла в социальной сети фейсбуке, которого он добавил из-за сострадания к нему, так как Кип за полгода существования аккаунта не завёл ни одного друга, однако после того, как Стэн удалил аккаунт в Facebook’e, все друзья Стэна перешли к Кипу. В эпизоде 1605 «Яйца Баттерса» он ненадолго появляется в клипе о насилии в школе.

### Скотт Малкинсон
Мальчик, страдающий диабетом. Появляется в 1212, где Кайл, Картман и Кенни решают с ним дружить, потому что он не следовал глупой музыкальной моде. Позже он ещё появляется в серии «Козырная сучка Баттерса». Затем его можно часто заметить на заднем плане. У него тёмно-коричневые волосы, он носит светло-зелёную куртку с воротником и голубовато-зелёные брюки.

## Взрослые

### Бармен
Впервые этот персонаж появляется в эпизоде «Большой Эл-гомосек и его гомояхта», где работает букмекером, принимая ставки на игру футбольной команды Саут-Парка. В качестве бармена он впервые играет заметную роль в эпизоде «Панда сексуальных домогательств» — он постоянно одёргивает Скитера, пристающего к посетителям, словами: «Хватит, Скитер, он никого не трогает»; в конце серии, когда ему всё надоедает, он говорит: «Скитер, заткнись ты, мать твою!». В дальнейшем бармен всегда появляется за стойкой бара Саут-Парка — места сбора всего мужского населения — и является частью этой компании, обычно не играя заметной роли.

### Большой Эл-гомосек
Большой Эл-гомосек (в переводе MTV — Голубой Эл, в переводе РЕН ТВ — Великий гей Эл, англ. Big Gay Al) — играющий важную роль в нескольких сериях второстепенный персонаж, стереотипный гей, отличающийся яркими нарядами и жизнерадостным поведением — так, на вопрос о самочувствии он обычно отвечает «Я супер! Спасибо, что спросил!» (англ. I'm super, thanks for asking). Впервые Большой эл-гомосек появляется в эпизоде «Большой Эл-гомосек и его гомояхта»; он оказывается содержателем приюта для животных-гомосексуалов, куда попадает «голубой» пёс Стэна Спарки после побега из дома. В этом приюте Эл содержит множество животных; в конце эпизода он возвращает их искавшим их владельцам. Кроме того, в приюте Маков проводит экскурсии, где рассказывает об истории гомосексуальности, и устраивает для своих животных дискотеки. В фильме «Саут-Парк: большой, длинный и необрезанный» Эл оказывается популярным шоуменом: он ведёт концерт в честь американо-канадской войны и казни Терренса и Филлипа, где поёт песню «I’m Super». Кроме того, Эла наряду с главными героями объявляли в качестве персонажа в трейлерах фильма.
В эпизоде пятого сезона «Бой калек» он оказывается скаутом с девятилетнего возраста и вожатым отряда скаутов, куда попадают Стэн, Тимми и другие ребята. Хотя им нравится общаться с Элом, их родители недовольны тем, что вожатый — гомосексуал, и заставляют принять правило о запрете для геев быть вожатыми. Дети начинают протестовать против этого и с помощью Глории Оллред добиваются снятия запрета. Однако Эл-гомосек говорит, что знает, что руководители скаутов — хорошие люди, и что они имеют право запрещать или разрешать кому-либо быть скаутом, точно так же, как он имеет право открыто заявлять о своей гомосексуальности.
После того, как мистер Мазохист бросает сменившего пол мистера Гаррисона, у него начинаются отношения с Элом. Узнав о том, что они собираются пожениться, миссис Гаррисон старается добиться запрета на однополые свадьбы в эпизоде «Следи за яйцом!», однако терпит неудачу, и Эл с Мазохистом выходят друг за друга.
В эпизоде «Слово на букву «П»» прогуливаясь с Мазохистом по улице, видит надписи «Пиндосы, вон из города», думает, что написано про геев, но вскоре понимает, что так жители города называют байкеров, нарушающих городской покой шумом своих мотоциклов, организовывает движение геев против байкеров и вместе с остальными жителями выгоняет их из города.

### Диана Заглотник
Мисс Диана Заглотник (англ.  Ms. Diane Choksondik) — учитель Начальной школы Саут-Парка, родом из Денвера. Она стала новым учителем мальчиков после того, как они перешли в четвёртый класс. Была озвучена Треем Паркером. В оригинале её фамилия звучит как Чоксондик, что обыгрывает вульгарное выражение «chokes on dick». Одна из шуток, постоянно связанных с мисс Заглотник, заключается в том, что мальчики не обращают внимания на её фамилию и пытаются придумать для неё какие-нибудь забавные прозвища. Мисс Заглотник примечательна своим внешним видом: это полная женщина с необыкновенно огромной отвисшей грудью, страдающая косоглазием. Кроме того, она не носит лифчик, поэтому, когда она поднимает руку и её рубашка задирается, становятся видны её груди. До эпизода Правильное использование презерватива была девственницей, о чём рассказывает Мистеру Маки, он же и лишает её невинности. Убита в эпизоде «Это уже было у „Симпсонов“». Убийца не был определён.

### Директор Виктория
Директор Викто́рия (англ. Principal Victoria) — директор Начальной школы Саут-Парка. Имя Principal Victoria — пародия на имя американской актрисы Виктории Принсипал (англ. Victoria Principal). У неё пышная светлая причёска, она носит очки, говорит с сильным миннесотским акцентом и обычно появляется вместе с мистером Мэки — возможно, он является человеком, которому она больше всего доверяет. В эпизоде «Панда сексуальных домогательств» во время допроса на суде она неожиданно начинает признаваться в жестоком убийстве; Виктория утверждает, что ударила кого-то по голове, разрезала труп на части, затем она пыталась сжечь труп, но после неудачи положила ноги в мешки для мусора, а торс кинула под мост; после этого она начинает рыдать, но никого в суде особенно не волнуют её признания, а адвокат призывает её вернуться к теме заседания. В эпизоде 502 директора Викторию можно увидеть в постели с Шефом. В серии 1209 она признается, что у неё был рак груди, но она его переборола, и становится «толчком» для драки Венди и Картмана.

### Доктор Альфонс Мефесто и Кевин
Доктор Альфо́нс Мефе́сто (англ. Dr. Alphonse Mephisto) — стереотипный сумасшедший учёный, в основном специализирующийся на генной инженерии. Образ Мефесто является аллюзией на доктора Моро, сыгранного Марлоном Брандо в вышедшей в 1996 г. экранизации романа Герберта Уэллса «Остров доктора Моро». Имя персонажа также отсылает к Мефистофелю. Это слегка пугающий мужчина, который всегда готов помочь людям, которые хотят обратиться за помощью к генетике или создать что-либо противоестественное (хотя иногда и за определённую плату). Мефесто живёт в огромном замке-генетической лаборатории на горе. Известны два его родственника — сын Терренс, одноклассник главных героев, и брат, который пытается пристрелить его каждый месяц (он стреляет в него в эпизоде 113, но сам в кадре не появляется).
Как и доктор Моро, доктор Мефесто создаёт с помощью генной инженерии странных существ. Главным образом он создаёт существ со множеством задниц — это, например, четверожопая обезьяна, четверожопый мангуст, четверожопый страус, пятижопая обезьяна и семижопая галапагосская черепаха. За последнюю доктор Мефесто был номинирован на Нобелевскую премию, но проиграл Рэнди Маршу с его теорией пердежа. Среди других существ, которые создал Мефесто, — злой огромный клон Стэна, которого Мефесто создал на основе ДНК из капельки крови, клонированная нога человека (эксперимент, предшествовавший клону целого Стэна), индюшки-убийцы, помеси гориллы с комаром, крысы с уткой, сыра с мелом и бородой. Об одном из его гибридов, помеси рыбы с кроликом, Картман замечает, что кроличьи уши просто привязаны верёвочками.
Мефесто состоит в Ассоциации двойников Марлона Брандо, чья аббревиатура по-английски NAMBLA совпадает с аббревиатурой педофильской организации (русский перевод — Североамериканская ассоциация бойлаверов).
Ке́вин (англ. Kevin), которого иногда просто называют «этот маленький обезьяночеловечек», — вероятно, лучший друг Мефесто; он всё время молчит и неотступно следует за ним. История появления Кевина рассказывается в песне Primus «Mephisto And Kevin», вошедшей в альбом «Chef Aid: The South Park Album»: он стал результатом неудачного генетического эксперимента по созданию поп-звезды из клона Майкла Джексона.
За исключением Марлона Брандо и доктора Моро, наибольшее влияние на образ Мефесто оказал профессор молекулярной биологии из Калифорнийского университета в Лос-Анджелесе Роджер Боумэн (англ. Roger Bohman) — Паркер и Стоун посещали его лекции по рекомендации друзей.

### Доктор Гауч
Доктор Га́уч (англ. Dr. Gouache), часто упоминается просто как Доктор Доктор (англ. Dr. Doctor) — единственный врач во всём Саут-Парке и главврач больницы «Путёвка в ад». В фильме «Саут-Парк: большой, длинный и необрезанный» его озвучил Джордж Клуни; там же в титрах первый раз упоминается фамилия доктора (второй раз фамилию доктора назовут лишь в 813-м эпизоде). Выбор актёра для этого камео очевидно связан с тем, что образ доктора и больница в целом пародируют телесериал «Скорая помощь». В сериале доктора озвучивает Трей Паркер. Иногда — например, в полнометражном фильме или в эпизоде 202 — доктор Гауч показан не лечащим, а только калечащим своих пациентов (он способен случайно оторвать человеку голову или пересадить печёную картофелину вместо сердца). Иногда доктор использует странные термины для диагноза. К примеру, он говорит о больном Картмане «ему нужно время, ему нужно больше времени» (эпизод 615), используя эту литературную форму как медицинский диагноз, а после прыжка Эрика с крыши дома диагностирует, что он просто «очень тупой» (эпизод 813). В эпизоде 805 доктор Гауч ставит Рэнди диагноз «его поимели» (имея в виду танцевальное соревнование), при этом отмечая на рентгене места, где Рэнди поимели сильнее всего. В эпизоде 810 он употребляет по отношению к покалеченным шестиклассникам детские термины вроде «техасский чили» или «мокрый палец в ухо». Впрочем, иногда доктор Гауч показан способным пересадить почку (эпизод 407) или поддерживать жизнь ребёнку, больному раком (эпизод 1014). В эпизоде 1201 ошибочно заражает Эрика Картмана СПИДом при переливании крови. Также известно, что он любит играть в гольф, очень суеверен и иногда балуется приёмом наркотиков.

### Доктор Шварц
Доктор Шварц (англ. Dr. Schwartz) — еврей пожилого возраста. Впервые появляется в эпизоде «Пиписька Айка» — он приходит к Айку на брит, чтобы сделать ему обрезание, и объясняет детям, что обрезание делают, чтобы пенис выглядел больше. В дальнейшем в нескольких сериях (например, 804 и 906) доктора Шварца можно увидеть в качестве раввина синагоги Саут-Парка. В эпизоде Новая внешность Бритни его можно увидеть в толпе людей, где они приносят Бритни Спирс в жертву.

### Дэррил Уизерс
Дэ́ррил Уи́зерс (англ. Darryl Weathers) — рабочий, участник и один из активистов Союза Рабочих. У него рыжие волосы и большие рыжие усы; как и Скитер, Дэррил является воплощением образа стереотипного реднека. Впервые Дэррил появляется в эпизоде «Goobacks», где он становится во главе движения рабочих, протестующих против приёма на работу иммигрантов из будущего, готовых работать за копейки. Дэррил становится на сторону идеи о том, что все мужчины должны начать заниматься сексом друг с другом, чтобы предотвратить всё это, и претворяет этот план в жизнь. Почти всё свободное время проводит в баре приставая к незнакомым людям со словами «Мы тут таких как ты не любим».
Во второй раз Дэррил появляется в эпизоде «Угроза самодовольства!» — он один из тех, кто недоволен прикреплением Джеральдом фальшивых штрафов на автомобили. Также его можно заметить в толпе других реднеков в эпизоде «Маргаритавилль» и в эпизоде «W. T. F» за просмотром рестлинга с участием мальчиков.

### Карл Денкинс
Карл Де́нкинс (англ. Carl Denkins) — фермер, живущий неподалёку от Саут-Парка; также он подрабатывает торговлей бомбами (эпизод 104), содержа магазин «Бомбы, взрывчатка и принадлежности», и играет на скрипке в местном оркестрике на праздниках пьяного амбарного танца. Впервые фермер Денкинс появляется в пилотном эпизоде сериала — «Картман и анальный зонд», где вместе с офицером Барбреди выясняет, кто выворачивает наизнанку его коров (как выясняется, это делают инопланетяне по причине глупости одного из новых представителей их команды). В эпизоде «Коровьи дни» все коровы Денкинса совершают массовое самоубийство. В эпизоде «Куролюб» куролюб насилует его курицу. В эпизоде «Скотт Тенорман должен умереть» выясняется, что Денкинс — немного ненормальный и убивает всех, кто вторгнется на его ферму; так, он убивает родителей Скотта Тенормана, невольно содействуя плану Картмана. Немалую роль Денкинс играет в эпизоде «Спасём телятину», где его называют фермер Боб: дети похищают его телят, чтобы они не пошли на убой. Как и в большей части серий, здесь Боб появляется вместе с офицером Барбреди.

### Клео Брофловски
Клео (англ. Cleo) — бабушка Кайла и мать Шейлы Брофловски. Родилась в 1928, умерла в 1999, за три месяца до событий эпизода 312, где в соответствии с идеей Стена дети выкапывают её труп, чтобы напугать им пятиклассников. Также в эпизоде «Лестница в небо» Кайл зовёт её, когда думает, что попал в рай, а в эпизоде «Самый большой говнюк во Вселенной» поступает в Еврейскую школу после того, как мошенник Джон Эдвард заявил, что этого хочет его покойная бабушка. То, что фамилия матери Шейлы — тоже Брофловски, можно объяснить тем, что Джеральд и Шейла, возможно, являлись родственниками, так как у евреев родственные браки были достаточно частым явлением. Фамилии у иудеев не передаются по женской линии.

### Крис Петерсон
Крис Пе́терсон (англ. Chris Peterson) — один из малозначительных персонажей сериала, выделяющийся только своей необычной стрижкой. Впервые его можно заметить в первом сезоне, в эпизоде «Мистер Хэнки, рождественская какашка». Он сидит среди зрителей рождественского представления и радуется, что убрали все рождественские ёлки. Далее его можно заметить во втором сезоне, в эпизоде «Мамаша Картмана по-прежнему грязная шлюха», где он лежит на операционном столе в больнице «Hells Pass Hospital» (рус. «Больница — Путёвка в ад») и его оперирует доктор Гауч. В третий раз Петерсон появился в эпизоде «Лето отстой». Крис и ещё несколько человек поджигают из огнемётов огромного дымового змея на празднике дня независимости. Петерсон появляется в эпизоде «Мексиканская зырящая лягушка с южной Шри-Ланки», где он участвует в драке зрителей телешоу «Иисус и его друзья». Его имя становится известным в эпизоде «Шеф теряет терпение», когда Джимбо рассказывает детям, почему нельзя менять флаг Саут-Парка. Во время разговора с детьми, Джимбо и Нед убивают различных животных; когда беседа подходит к концу, Джимбо кричит: «Крис Петерсон!» и начинает в него стрелять. После того как Крис с криком убегает, Джимбо недовольно заявляет: «Вот чёрт! Опять упустили!». Также он появился в серии «Кое-что, что можно сделать пальцем», где его остановили охранники торгового центра с вопросом — «Эй! Вы что здесь делаете?», на что Петерсон ответил — «Ничего, по магазинам ходил.»

### Ларри и его друг
Ларри (англ. Larry) со своим другом, чьё имя неизвестно — двое нердов, студентов, помешанных на науке, сериале «Стар Трек» и «Звёздных войнах». Эти персонажи основаны на системных администраторах, работающих с создателями сериала, — Шоне Лаверти (англ. Sean Laverty) и Джей Джей Фрэнзене (англ. J.J. Franzen). Впервые они появляются в эпизоде «Четвёртый класс», где строят для детей машину времени (правда, попутешествовать на ней удаётся только Тимми). В эпизоде «Кенни умирает» появляется учёный, изучающий стволовые клетки и в точности похожий на одного из нердов; там же и называется его имя — Ларри. Однако, в эпизоде «Забастовка уродов» двое друзей снова появляются вместе — они делают Баттерсу, а потом Картману фальшивые яички на подбородок, и позже появляются в эпизоде 1413, как участники «Клана Великого Ктулху».

### Лерой (взрослый)
Лерой (англ. Leroy) — мужчина с кривыми зубами и татуировкой на плече. В эпизоде «Учительница соблазняет мальчика» выступает в качестве одного из участников банды Картмана, наблюдающего за порядком в коридоре. Эрик называет его своим помощником. Периодически Лерой вставляет дурацкие комментарии и часто ссылается на своего «босса». В эпизоде «Le Petit Tourette» выясняется, что Лерой — педофил и был как-то раз пойман работниками передачи Криса Хэнсона. Кроме того, он появляется в серии «Новая внешность Бритни» среди толпы людей, приносящих Бритни Спирс в жертву.

### Медсестра Голлум
Медсестра Го́ллум (англ. Nurse Gollum) — медсестра Начальной школы Саут-Парка, страдающая от несуществующей в реальности болезни «мислексия сросшихся близнецов» — у неё с головы свисает её умерший в утробе матери эмбрион — сиамский близнец, очень пугающий детей школы (в результате чего о ней ходят жуткие слухи). Удалить этот эмбрион, не лишив при этом жизни саму медсестру, невозможно. Имя медсестры Голлум намекает на Голлума — персонажа эпопеи «Властелин колец». Медсестре Голлум посвящён эпизод «Женщина с приросшим эмбрионом» — в нём, узнав о болезни медсестры, Шейла Брофловски при участии мэра города организует в городе «Неделю мислексии сросшихся близнецов». По окончании недели крайне скептически смотревшая на все празднования медсестра Голлум сказала, что испуг детей — это нормально, а она просто хочет жить как все, и то, что её всячески выделяли всю неделю, было нужно ей в последнюю очередь.
В другом эпизоде 2 сезона, «Роджеру Эберту следует отказаться от жирной пищи», медсестра Голлум вместе с мистером Мэки проводит обследование ребёнка, порабощённого Планетарием. В дальнейшем в сериале несколько раз присутствуют камео медсестры Голлум: например, в начале фильма «Южный Парк: больше, длиннее и без купюр» и в эпизоде «Забастовка уродов» (где она оказывается членом Американской ассоциации уродов).
Следует отметить, что школьная медсестра появляется в первоначальной (невыпущенной) версии пилотного эпизода «Картман и анальный зонд» (однако, там она носила фамилию Макшварц). Внешне она выглядит так же, как в канонических эпизодах, но приросшего близнеца у неё нет. Все сцены с медсестрой были вырезаны в вышедшей в эфир версии пилота.

### Мисс Крабтри
Мисс Крабтри (иногда Мисс Колтун, урождённая Мисс Вероника Ли Крабтри (англ. Ms. Veronica Lee Crabtree) — водитель школьного автобуса. Она истеричка и параноик. Когда она ведёт автобус, тот постоянно шатается и трясётся. Она никогда не слушает детей, а, если те пытаются к ней обратиться и тем более поспорить, орёт жутким голосом: «Сядь на место и заткнись!» или «Что ты сказал?». Дети постоянно говорят в её адрес гадости, а в ответ на её вопрос «Что ты сказал?» говорят что-нибудь созвучное, и она успокаивается. Мисс Крабтри уродлива, а в её волосах живёт птица. Птица в волосах и крик на детей намекают на образ водителя автобуса из фильма «Форрест Гамп». Мисс Крабтри убита в эпизоде 813 «Удивительный дар Картмана» маньяком, отрезающим жертвам левые руки. Птичка в её волосах также была убита. В этом эпизоде офицер полиции так говорит о ней: «Её посчитали второстепенным персонажем, по которому зрители не будут скучать. Да, я знаю, она давно не появлялась в сериале, но, чёрт возьми, она не заслуживала такого!»

### Мистер Вайленд
Мистер Ва́йленд (англ. Mr. Wyland) — школьный учитель, который временно заменял мистера Гаррисона в третьем классе после его ухода из школы вплоть до перехода детей в четвёртый класс. Он носит синий верх, красный галстук-бабочку и появляется в двух эпизодах: в серии «Тампоны из волос чероки», где по его предложению класс изготавливает поздравительную открытку для заболевшего Кайла, и в серии «Шеф теряет терпение», где организовывает дебаты по проблеме флага Саут-Парка.

### Мистер Дёрп
Мистер Дёрп (англ. Mr. Derp) — мелкий торговец, одно время — работник школьной столовой. Мистер Дёрп — придурочный мужчина, который, по словам Стоуна и Паркера в DVD-комментариях, должен напоминать персонажа из фильмов с Робом Шнайдером. Он появляется в эпизоде «Суккуб», работая в школьной столовой, когда оттуда увольняется Шеф, причём он готовит только два блюда — «жёлтую фигню» и «белую фигню» (Картман заказывает «жёлтую фигню и немножко белой»). Его имя происходит от звука «derp», который он произносит после каждой своей идиотской шутки (эта идея — из фильма с участием Паркера и Стоуна «БЕЙСкетбол»). Изредка мистер Дёрп появляется в дальнейших эпизодах: он торгует напитками на рок-фестивале в эпизоде «Тимми 2000», что-то продаёт в казино в эпизоде «Большая общественная проблема», торгует в парке развлечений в эпизоде «Профессор Хаос», в одной из серий выбегает из школы (что говорит о том, что он ещё продолжает там работать), а в серии «За два дня до послезавтра» убегает от глобального потепления, находится в холле школы в серии «Фу, член!», когда мистер Гарисон объявляет о том, что он опять стал мужчиной.

### Мистер и миссис Твик
Ричард Твик и миссис Твик (англ. Richard and Mrs. Tweak) — родители Твика. Ричарда Твика озвучил Трей Паркер, миссис Твик ранее озвучивали Мэри Кей Бергман и Элиза Шнайдер, а теперь озвучивает Эйприл Стюарт. Ричард носит коричневый джемпер, на котором написано его же имя, и чёрные штаны; у него большой нос, возможно, намекающий на его семитские корни, и тёмные кудрявые волосы. Его жена носит синее платье и белый фартук, у неё светло-коричневые волосы.
Мистер и миссис Твик содержат кофейню Tweak Bros. Coffee, которая не выдерживает конкуренции по сравнению с кофейней Harbucks (пародия на Starbucks). Твики — самые большие поклонники собственного кофе. Мистер Твик может ни с того, ни с сего начать говорить рекламными лозунгами и расписывать достоинства «Кофе Твика». Также мистер и миссис Твик усердно поят кофе своего сына, Твика, чем и объясняется его вечно напряжённое и нервное состояние. Родители водили Твика к доктору, который поставил диагноз «Синдром дефицита внимания» и прописал практику «Найти свою точку опоры», о которой они напоминают сыну, однако Ричард перед каждым разговором всё равно говорит: «Успокойся, сынок. Выпей кофе». Иногда и в других поступках заметна некоторая небрежность в отношении к сыну; также они любят рассказывать Твику в трудную минуту бессмысленные, ничему не учащие истории из своей жизни. Родители Твика появляются в немалом количестве эпизодов, наиболее заметно — в сериях «Гномы» и «Похищение детей - это не смешно».

### Мистер и миссис Тестабургер
Мистер и миссис Тестабу́ргер (англ. Testaburger) — родители Венди. Мать Венди появляется в эпизоде «А сиськи всё испортили» — она, несмотря на колебания, соглашается, чтобы Венди увеличила себе грудь. Отец Венди появляется в серии «Видеонабор тупой испорченной шлюхи» — он поначалу пытается протестовать моде на Пэрис Хилтон, но после решает, что это в порядке вещей. Судя по отдельным появлениям, Тестабургеры находятся в нормальных отношениях с другими семьями Саут-Парка, но они куда менее интеллигентны и озабочены социальными проблемами, чем их дочь.
Возможно, их фамилия является производной от англ. слов taste (вкус) (или test (пробовать)) и burger (корень слов гамбургер и чизбургер)

### Мистер и миссис Блэк
Мистер и Миссис Блэк (иногда Уильямс, англ. Williams / Black) — родители Токена. Имя мистера Блэка в разных сериях называют по-разному — Боб или Стив, его жену зовут Линда. Единственная афроамериканская семья в городе и самые богатые люди в городе. Никогда не покупают ничего в том же супермаркете, где это делает большинство жителей города. Линда работает в фармакологической компании. Уильямс — адвокат.

### Мистер и миссис Донован
Роджер и Бетси Донован — родители Клайда. Отец Клайда — владелец обувного магазина, возможно, раньше работал геологом, профессия матери неизвестна, возможно, просто домохозяйка. Родители Клайда появляются в шестом сезоне сериала и мелькают на заднем плане во множестве серий. Наиболее значимые появления — эпизоды «Похищение детей - это не смешно» и «Загадка о говне в писсуаре».

### Мэр Мэкдэниэлс
Мэр Мэкдэ́ниэлс (англ. Mayor McDaniels) — действующий мэр Саут-Парка. Она наделена множеством полномочий, при этом нередко принимает странные решения в той или иной ситуации и доводя её до ещё большего кризиса (например, разрешает Хиппи-джем-сейшн или продаёт персам бар Les Bos); обычно она разговаривает с жителями города с задней стороны Здания муниципалитета. Она не особенно удаляется от народа, хорошо знакома со множеством простых жителей и при этом втайне считает город дырой, а всех его жителей — идиотами (ведь она, по её собственным словам, закончила Принстонский университет). Она ненавидит Барбреди и при этом часто появляется с ним; в нескольких сериях упоминается, что у них есть какие-то крайне секретные отношения, как деловые, так и личные (в частности — связи с японской мафией). Мэр не упускает случая покрасоваться перед публикой или на телевидении: к примеру, лично руководит подготовкой к приезду Кэти Ли Гиффорд в эпизоде «Набор веса 4000» и по нескольку раз переписывает обращение к людям, чтобы выглядело подраматичнее, в эпизоде «Вулкан». В эпизоде «Сдохни, хиппи, сдохни» мэр совершает самоубийство выстрелом в висок, однако чуть позже появляется живая с перевязанной головой. Во время производства первых сезонов была идея сделать мэра лесбиянкой или бисексуальной, однако позже в сериале появились упоминания о её сексе с Барбреди и Шефом, и идея была отброшена. Настоящее имя-Барбара(?).

#### Помощники мэра
Практически всегда мэр Мэкдэниэлс появляется вместе со своими двумя сикофантами. Помощники крайне философски воспринимают все инициативы и вспышки недовольства мэра и при этом часто сами принимают решения и выдвигают идеи, которые в дальнейшем приписывает себе мэр. Одного из них зовут Джонсон (англ. Johnson), второго — Тед (англ. Ted), он более разговорчивый, чем Джонсон, гибнет в автокатастрофе в эпизоде «Ночь живых бомжей. После этого довольно долго Джонсон был единственным помощником мэра, а с эпизода 1403 появляется новый второй помощник, имя которого узнаётся из игры South Park: The Fractured But Whole — Йенсон (Janson).

### Отец Макси
Отец Ма́кси (англ. Father Maxi) — римско-католический священник, который служит оратором христианской общины Саут-Парка и руководит церковью Саут-Парка. Впервые он появляется в эпизоде первого сезона «Мистер Хэнки, рождественская какашка». Непоколебимая вера Отца Макси в то, что все попадут в ад, доходит до того, что он прямо заявляет, что Тимми Берч попадёт в ад, поскольку Тимми не может исповедаться в своих грехах.

### Офицер Барбреди
Офицер Ба́рбреди (англ. Barbrady) — сотрудник полиции. Он очень некомпетентный и неграмотный, как правило, не в состоянии предотвратить преступления и отправляется проводить расследования. В эпизоде Куролюб, когда жители города узнают о безграмотности Барбреди, мэр отправляет его в школу учиться читать. В его отсутствие в городе начались беспорядки и хаос. До эпизода Маленькие борцы с преступностью — единственный полицейский в городе. Вероятно, Барбреди глуховат, ибо он пользуется слуховым аппаратом и всегда говорит громко и невыразительно. Кроме того, он страдает от ожирения. В эпизоде Туалетная бумага становится известно, что Барбреди стал полицейским из-за унижения, которое испытывал в детстве. По словам Барбреди, женат, однако его жена ни разу в кадре не появлялась. В эпизоде Шаловливые ниндзя выясняется, что Барбреди живёт один, а также у него есть старая больная собака. Озвучен Треем Паркером.

### ПК Директор
ПК Директор — новый директор начальной школы Южного Парка после увольнения директрисы Виктории.

### Половинкин
Полови́нкин (англ. Halfy) — безногий инвалид, живущий в Саут-Парке. Впервые его можно заметить в эпизоде «Мистер Хэнки, рождественская какашка» среди протестующих против вырубания ёлок (здесь у него светлые волосы). Впервые Половинкин играет заметную роль в эпизоде «Мамаша Картмана — грязная шлюха»; при этом и нескольких своих последующих появлениях он говорит, что занимался сексом с кем-нибудь, на что ему отвечают: «Ты не мог, Половинкин. У тебя нет ног», и тот говорит: «А, точно». Один раз при этом добавили: «Половинкин, уважай чувства людей». Половинкин посещает городской бар; в эпизоде «Коровьи дни» он чертил стартовую линию на «Коровьих бегах». Когда он счастлив, он подпрыгивает в воздухе с помощью рук. В фильме «Южный Парк: Большой, длинный, необрезанный» Половинкин появляется на сцене во время исполнения песни «I’m Super» Большим Элом-гомосеком и при этом его образ внешне сильно напоминает безногого лейтенанта Дэна из фильма «Форрест Гамп». В поздних сезонах сериала Половинкина можно заметить нечасто, однако, в частности, он появляется на сцене во время исполнения песни «I’m a little bit country, I’m a little bit rock’n’roll» в эпизоде 701. В игре Южный Парк: Палка Истины можно найти плакат о его пропаже. В эпизоде 2402 «Спецвыпуск в вакцинацию» после долгого отсутствия в сериале, можно заметить, как он с остальными жителями города празднует конец пандемии.

### Продавец билетов
Продавец билетов из городского кинотеатра впервые появляется в фильме «Саут-Парк: большой, длинный и необрезанный»: он отказывается продать детям билеты на фильм Терренса и Филлипа, но те легко обманывают его, заставив бомжа купить билеты. В дальнейшем продавца можно увидеть во многих эпизодах — например, «Скотт Тенорман должен умереть», «Даёшь шляпу», а в эпизоде «Страсти жидовы» он вступает в организованный Картманом фан-клуб фильма «Страсти Христовы». В эпизоде «Пусть они едят жижу» он работает кассиром в Burger King, а также называет своё имя — Рик (англ. Rick).

### Райан и Сара Волмер (Свенсон)
Райан и Сара Во́лмер (иногда Свенсон, англ. Vulmer / Swanson) — родители Джимми. В хороших отношениях с сыном и друг с другом. Впервые появляются в эпизоде «Сумасшедшие калеки», где упоминается, что они считают инвалидность Джимми божьим наказанием за то, что они дразнили инвалидов в детстве. Райан Волмер, озвученный Мэттом Стоуном, работает директором пожарной службы в Саут-Парке (это можно увидеть в сценах заседаний городского совета, например, в серии 1107).

### Ричард Адлер
Мистер Ри́чард А́длер (англ. Mr. Richard Adler) — учитель труда в Начальной школе Саут-Парка. Его метод преподавания основан на фразе «Не балуйтесь» (англ. Don't screw around). Мистер Адлер играет ключевую роль в эпизоде «Твик против Крейга»; выясняется, что когда-то давно у него была невеста, которая трагически погибла в авиакатастрофе. С тех пор мистера Адлера преследуют видения — сначала он пытается отвлечься от них приёмом никотиновой жвачки, а затем решает совершить самоубийство. В последний момент мистера Адлера останавливают дерущиеся Твик и Крейг (Они разбивают окно, в результате чего мистер Адлер отключает станок и в очередной раз говорит: «Не балуйтесь, вы слишком много балуетесь!». Позже видение, которое является ему, когда на уроке погибает Кенни, убеждает его жить дальше: он прощается со своей невестой, она говорит, что ей хорошо там, где она сейчас. После этого мистеру Адлеру, видимо, становится легче, и его можно заметить ещё в нескольких эпизодах: в эпизоде 507 он выступает за преподавание сексуального воспитания в младших классах, в 705 он стоит в толпе и фотографирует Дженнифер Лопес, в 1009 выступает за тех, кто считает события 11 сентября 2001 года заговором, в эпизоде 1302 он стоит в толпе, смотрящей на мистериона. В 1212 голосует за Барака Обаму. Также он в эпизоде 1313 сидит рядом с директором школы Саут-парка на прощальной церемонии с Гордоном Столтски. В эпизоде 1213 является комментатором детского баскетбольного матча. В эпизоде 1402 в коридоре школы он говорит Баттерсу, что его книга изменила его жизнь. В эпизоде 1412 он присутствует среди прочих жителей города на заседании Культа Ктулху Саус-Парка. Вторая значительная роль персонажа была лишь в пятнадцатом сезоне, в эпизоде «Кляп в рот».

### Мистер и миссис Такер
Родители Крейга — мать, Лора, и отец, Томас. Помимо Крейга, у них есть младшая дочь Триша; вся семья отличается тем же, чем и Крейг, — дразнит всех и друг друга, показывая средний палец. Отец Крейга — высокий рыжеволосый мужчина — возможно, является влиятельным человеком в городе: иногда он противостоит Рэнди Маршу (например, в эпизодах 701 и 708).

### Сержант Луис (Харрисон) Ейтц и его напарник Митч Мёрфи
Сержант Луис Ейтц (англ. Sergeant Louis Yates; возможна также транскрипция Йейтс), озвученный Треем Паркером — офицер полиции ирландского происхождения, с 7 сезона пришедший на смену офицеру Барбреди в качестве основного полицейского в городе. Внешний вид Ейтца основан на персонаже из «Крепкого орешка 3» Уолтере Коббе, сыгранном Ларри Бриггманом. По сравнению с Барбреди Ейтц выглядит компетентнее, однако иногда он настолько же клинически туп: к примеру, он тратит кучу времени на выяснение того, как выглядит левая рука в перевёрнутом состоянии, и верит в паранормальные способности Картмана на основании банальнейших «предсказаний». В 13 сезоне для борьбы с проституцией сам стал проституткой, переодевшись в женскую одежду. Причём задержание производил не сразу после получения платы за секс, а после секса. Как выясняется в эпизоде «Джефферсоны», Ейтц ненавидит всех чёрных, которые богаче его и старается посадить их всех в тюрьму (в серии упоминается, что также поступили с О Джеем Симпсоном). У Луиса есть жена, Мэгги Ейтц (англ. Maggie Yates). Также у Луиса есть сын, по его словам он любит выкалывать глаза женщинам на фото. Митч Мёрфи — напарник сержанта, его мышление аналогично мышлению Луиса, хотя иногда он проявляет трезвость ума.

### Сильная Женщина
Си́льная Же́нщина (англ. Strong Woman) — заместитель директора начальной школы Южного Парка. Она дебютировала в эпизоде двадцать первого сезона «ЗАПРЕДЕЛЬНАЯ политкорректность», где у ПК-директора к ней возникают противоречивые романтические чувства. Ближе к концу того же эпизода выясняется, что его чувства взаимны. В эпизоде «Проблема с какашкой» родила пять ПК-детей.

### Скайлер
Ска́йлер (англ. Skyler) — гитарист группы Lords of the Underworld («Властители преисподней», чуть позже Timmy and the Lords of the Underworld). Впервые Скайлер появляется в эпизоде «Кошачья оргия» в качестве бойфренда Шелли Марш; он приходит к ней в дом Картманов, когда та остаётся с Эриком в качестве няньки (вслед за ним туда приходит и вся группа). Он не хочет от Шелли ничего, кроме секса. Поскольку ему 22, а ей только 12, она, естественно, отказывает ему, и он бросает её. Шелли, до этого на протяжении эпизода «боровшаяся» с Картманом, объединяется с ним, чтобы отомстить Скайлеру: сначала они ломают очень дорогую ему гитару, а когда он в бешенстве приходит обратно к Картману, осыпают его «кошачьей мятой», от которой все кошки во главе с кошкой Эрика Китти сходят с ума и бросаются на него.
Во второй раз Скайлер появляется в эпизоде «Тимми 2000». Он с группой репетирует в гараже и понимает, что для победы в конкурсе групп города им что-то необходимо. «Чудо» является в лице Тимми, при участии которого группа добивается огромного успеха и выступает на крупном фестивале. Зависть к популярности Тимми (раздутая Филом Коллинзом) заставляет Скайлера бросить группу и основать собственную (под названием Reach for the Skyler), но скоро он возвращается, и группа с триумфом выступает на фестивале.
В группу Скайлера, помимо него и Тимми, входят басист и барабанщик; второго зовут Скотт, и он появляется ещё в эпизоде 212 как приятель сбежавших из дома одиннадцатиклассниц. В эпизодах звучат три песни группы — «Shelley» (посвящённая Шелли), «Turds» (написанная Шелли) и «Timmy and the Lords of the Underworld» (единственная, исполненная с Тимми). Она и ещё одна песня, «Timmy Livin' a Lie», вошли на реальный сингл Timmy and the Lords of the Underworld, выпущенный под именем этой группы.

### Скитер
Ски́тер — рыжеволосый житель города, отец Берты. Скитер — типичный, стереотипный реднек, завсегдатай бара. Скитер говорит с южным акцентом. Впервые Скитер появляется в эпизоде «Панда сексуальных домогательств»; сидя в баре, он кричит по очереди всем посетителям (например, панде, детям и красивой девушке): «Эй! Мы тут таких, как ты, не любим!», на что бармен отвечает: «Успокойся, Скитер, он никого не трогает». В дальнейших сериях Скитер часто появляется среди других мужчин города, иногда во главе какого-нибудь движения: так, он встаёт во главе движения «Даёшь Шляпу!» по освобождению серийного убийцы, а в эпизоде «Я люблю кантри» встаёт во главе движения сторонников войны в Ираке и поёт на объединённом концерте сторонников и противников от имени своей стороны. Часто противостоит Ренди Маршу. 
Обычно Скитер появляется в компании двух своих друзей, чьи имена неизвестны.

### Скотт
Скотт по прозвищу Хер (англ. Scott the dick, в переводе MTV Скотт-Козёл) — канадец. Впервые он появляется в качестве персонажа телешоу Терренса и Филлипа «Не без моего ануса» — он ненавидит Терренса и Филлипа, туалетный юмор в целом, а в итоге из-за собственной глупости допускает проникновение Саддама Хусейна в Канаду. В эпизоде «Рождество в Канаде» выясняется, что Скотт — реальная личность, и известен как «Хер» большинству канадцев. Здесь он снова невольно помогает Саддаму, которым оказывается новый премьер-министр Канады. В эпизоде 1503 канадцы Скотта обвиняют в похищении принцессы; в этой серии Скотт выглядел очень большого роста и телосложения.

### Старик-автомеханик
Старик-автомеханик со старой бензоколонки — персонаж, пародирующий стереотипных героев из фильмов жанра «хоррор», предостерегающих путников о предстоящих впереди опасностях. Прототипом является Джад Крендалл из фильма «Кладбище домашних животных» в исполнении Фреда Гуайна. Впервые он появляется в серии «Собственный эпизод Баттерса»: когда Баттерс спрашивает у него, как добраться до дома, старик указывает ему на дорогу, с которой связано множество мрачных преданий о пропавших без вести, серийных маньяках и прочем. Второй раз он появляется в эпизоде «Асспен», где рассказывает Стэну страшные байки о горе, по которой Стэн наутро должен скатиться (хотя дело происходит вдали от его бензоколонки, на горнолыжном курорте, старик по-прежнему одет в рабочий комбинезон и всё так же протирает тряпкой какую-то деталь автомобиля). Наконец, в эпизоде «Марджорин» он является к отцу Баттерса и начинает его отговаривать хоронить сына на старом индейском кладбище, чтобы воскресить его — тем самым наводя того на мысль поступить именно так (явная отсылка к фильму «Кладбище домашних животных»). В шестнадцатом сезоне в серии Внебезопасность он сидит в баре и рассказывает женатым мужчинам про «Молочника», мужчину что приносит молоко женщинам и каждый раз якобы вступает с ними в интимную связь. Он призывает мужей убить Курьера ЮПС, который по неверной информации якобы вступает в интимные связи с женами Саус-Парка. В конце серии становится известно что курьер не виноват, а виноват на деле человек что устанавливает охранные системы в доме и на людях.

### Таксист
Наиболее заметное появление этого персонажа — эпизод «День эрекции», в котором он помогает Джимми Волмеру преследовать машину с проституткой и сутенером, демонстрируя при этом чудеса вождения. В эпизоде «Следи за яйцом!» он везет Кайла и Стэна, опаздывающих к митингу протеста секс-меньшинств, причем заметно, что машина едет на большой скорости, пренебрегая ПДД. В эпизоде «Угроза самодовольства!» он вместе с другими водителями под влиянием песенки Стэна решает пересесть на гибридный автомобиль. В эпизоде «Миллион маленьких волокон» таксиста можно заметить в числе заложников вульвы Опры Уинфри.

### Том, телеведущий
Том Пуссли́кер (англ. Tom Pusslicker), озвученный Треем Паркером — телеведущий, появляющийся во множестве эпизодов с рассказом о текущих событиях. Его фамилия упоминается в эпизоде «За два дня до послезавтра».
Фамилия Тома является неприличной: Pussy — жаргонное название женского полового органа, licker — лизун, лижущий

#### Репортёры
Обычно Том обращается к своим репортёрам, называя их не по имени, а выделяя какие-нибудь признаки, касающиеся их внешности или имени. Так, в сериале появлялись: Испанец с пятнами от соуса на лацкане; Человек со смешным именем (Крими Гуднесс); 34-летний азиат, поразительно похожий на Рикардо Монталбана; Инвалид-швейцарец на пони. Дважды в сериале появлялся Карлик в бикини (в эпизоде «Конъюнктивит» и фильме «Саут-Парк: большой, длинный и необрезанный»). Также иногда в новостях появляются репортёр по имени Кевин: он делает репортажи в эпизоде 214 и ведёт новости в эпизоде 306, и ведущий Крис (в эпизоде «Ночь живых бомжей» упоминается его фамилия Суолленболлс, англ. Swollenballs, рус. Опухшие яйца).

### Томас и Нелли МакЭлрой
Томас и Нелли МакЭлро́й (англ. Thomas and Nellie McElroy) — родители Шефа. Впервые они появляются в эпизоде «Суккуб», когда приезжают в Саус-Парк на свадьбу к Шефу. В этом эпизоде выясняется, что основной предмет всех разговоров и рассказов Томаса и Нелли — их встречи с Лох-Несским чудовищем, которое якобы приходит к ним, каждый раз по-новому замаскировавшись, и просит у них «трипесят» ($3.50). Согласно Томасу, в различных случая чудовище маскировалось под девочку-скаута, пришельца и воображаемого друга Шефа времён его детства.
Во второй раз Томас и Нелли появляются в эпизоде «Самый большой говнюк во Вселенной», когда Шеф привозит Эрика и Лиэн Картман к ним домой, в Шотландию, чтобы те извлекли из Эрика дух Кенни. Мать Шефа проводит шаманскую церемонию и извлекает дух (правда, он вселяется в жаркое). В дальнейшем родители Шефа появляются лишь раз, в эпизоде «Убить Санта-Клауса», когда их можно увидеть в толпе горожан, празднующих Рождество. Как ни странно, в эпизоде «Возвращение Шефа» на похоронах своего сына они не присутствуют.

### Туонг Лу Ким (Доктор Янус)
Туо́нг Лу Ким (англ. Tuong Lu Kim), озвученный Треем Паркером — стереотипный азиат и владелец ресторана реально существующей сети «City Wok». Туонг Лу Ким — воплощение стереотипов обо всех азиатах сразу: несмотря на то, что он китаец, фамилия «Ким» типична для корейцев, имя «Туонг» — для вьетнамцев, а характерное произношение «р» вместо «л» — для японцев. Воплощая ещё один стереотип, в эпизоде «Похищение детей — это не смешно» Туонг Лу Ким в одиночку строит вокруг города стену наподобие Великой китайской (причём на неё немедленно нападают монголы). Наиболее известная особенность Туонга — произнесение «shitty» вместо «city» в названии своего ресторана, что пародирует выговор японцами звука «с» в слоге «си» (в русском переводе ресторан назван «Гань-Вань-Чи», что Туонг произносит как «Говнючий»). Как Паркер и Стоун утверждают в DVD-комментариях к эпизоду «Джаред и его СПИД» (первого, где появился Лу Ким), этот персонаж основан на реальном продавце из «City Wok», и в период работы над фильмом «Оргазмо» они звонили туда только ради того, чтобы послушать его голос (что дети в сериале частенько проделывают с Туонг Лу Кимом). Магазин Лу Кима не особенно популярен в городе; помимо магазина, Лу Ким содержит «авиакомпанию» «City airlines» (в его произношении — «shitty airlines», «сраные авиалинии»), состоящую из раздолбанного самолётика, который разбивается в эпизоде 715. В эпизоде «Винг» выясняется, что у Лу Кима есть жена — певица Винг, которую он очень любит, что не мешает ему регулярно кричать на неё по-китайски. 
В эпизоде 1506 выясняется, что Лу Ким — это одна из личностей доктора Януса. Доктор Янус работает психиатром и страдает синдромом множественной личности (Основные 4: сам Янус, преступник, Лу Ким и мальчик по имени Билли). Джаноса могли излечить, но полицейские решили оставить его в личности Лу Кима, так как он владелец единственного китайского ресторана в городе. Ненавидит японцев, считает что они следят за ним и пытаются закрыть его ресторан.

## Животные

### Китти
Ки́тти или мистер Китти (англ. Kitty / Mr. Kitty) — домашняя кошка Картмана. В эпизодах «Картман и анальный зонд» и «Мамаша Картмана — грязная шлюха» Китти озвучена Джеем Лено, в других эпизодах — Треем Паркером. Китти — короткошерстная кошка с серой шерстью; она женского пола, хотя Эрик иногда и называет её «мистер Китти». Китти часто подбирается к Эрику с целью получить немножко его еды, на что тот всегда раздражительно отвечает: «Нет, Китти, это мой пирожок! Нет, Китти, плохая киса!» В эпизоде «Страшная рыбка» Картман из параллельной вселенной был очень ласков с Китти; поскольку он был полной противоположностью обычному Картману, видимо, он относится к кошке прямо противоположно. Важную роль Китти играет в эпизоде «Кошачья оргия» — у неё начинается течка, и она приводит в дом множество кошек, устраивающих там оргию. После этого эпизода Китти появляется в сериале только в виде упоминаний: в эпизоде «Лето — отстой» Стэн и Кайл хотели засунуть ей в жопу горящий фейерверк, чем встретили резкое сопротивление со стороны Картмана, в эпизоде «Смерть Эрика Картмана» она попадает в список тех, перед кем Картман должен извиниться (он думает, что умер, и хочет заслужить прощение, чтобы попасть в рай), а в серии «Картман сосёт» Эрик мажет лицо Баттерсу кошачьим калом. В эпизоде «Внушительные буфера» Китти появляется впервые с третьего сезона, оказываясь (на этот раз) котом, которого дети используют для получения психотропной мочи. После длительного перерыва появляется в эпизоде 1603, когда котов обвинили в создании опасных для людей мемов.

### Спарки
Спа́рки (англ. Sparky) — пёс Стэна. Несмотря на то, что Спарки — собака и редко появляется в сериале, он — довольно яркий и колоритный персонаж сериала. Впервые Спарки появляется в серии «Большой Эл-гомосек и его гомояхта», где выясняется, что он голубой (когда Стэн пытается его переучить, пёс сбегает, но позже возвращается обратно). Спарки в этом эпизоде озвучивает Джордж Клуни, хотя Спарки только несколько раз гавкает; в документальном фильме VH1 goes inside South Park Паркер и Стоун поясняют, что это было насмешкой над идеей «приглашённой звезды» — получить суперзвезду, Джорджа Клуни, и заставить его озвучивать тявканье пса-гея. Также Спарки можно увидеть в эпизодах «Слон занимается любовью со свиньёй» (Спарки сидит возле дома Маршей), «Страшная рыбка» (Спарки роется во дворе), «Правильное использование презерватива» (Стэн «доит» его), «Славные времена с оружием» (со Спарки состригают шерсть, чтобы замаскировать Баттерса), «Изюминки» (на стене в комнате Стэна видно его фото со Спарки) и «Рождество у лесных тварей».

### Флаффи
Фла́ффи (англ. Fluffy) — любимое домашнее животное Эрика Картмана, вислобрюхая свинка. Впервые Флаффи появляется в эпизоде «Слон занимается любовью со свиньёй», где Кайл, заводя слона, хочет скрестить его с Флаффи, чтобы вывести породу маленьких вислобрюхих слоников. Помимо этого, этот эксперимент становится школьных проектом друзей; им удаётся заставить слона и свинью заняться любовью, но у Флаффи рождается потомство, похожее не на слона, а на мистера Гаррисона. Судя по этой серии, Картман весьма трепетно относится к своей питомице. Во второй раз Флаффи появляется в эпизоде «Тампоны из волос чероки»; когда Стэн и Баттерс пытаются пробраться в комнату Картмана, она начинает визжать, но сонный Картман, встав с постели, подходит к ней, лупит палкой с криком «Заткнись, Флаффи!» и идёт обратно, даже не заметив тех двух.

### Леммивинкс
Ле́ммивинкс (англ. Lemmiwinks) — самец песчанки, живущий в живом уголке школы Южного Парка. Появлялся в сериале дважды. Впервые появился в эпизоде «Концлагерь терпимости», где за проступки учеников мистер Гаррисон засунул его в задний проход мистера Мазохиста. Вскоре, благодаря духам, выбрался из тонкой кишки, и вылез из мистера Мазохиста. Его второе значительное появление состоялось в эпизоде «Кляп в рот», где выясняется, что песчанка Викиликс (англ. Wikileaks), который является хакером, является его старшим братом. Также духи заявляют, что только Леммивинкс сможет его остановить. В конце эпизода Леммивинкс дерётся с Викиликсом и первый насмерть загрызает второго.

## Различные существа

### Земные существа
- Санта-Клаус — носитель Рождества. Не стесняется применять оружие;
- BSM-471 («Билл Косби») (413) — киборг из будущего;
- Кальсонные гномы (217) — сборщики трусов и помощники Санта Клауса;
- Крабовый народ (708) — подземные люди-крабы;
- Люди из будущего (806) — люди IV тысячелетия, результат смешения всех рас;
- Мистер Хэнки (110) — рождественская какашка;
  - Отум (417) — жена мистера Хэнки, алкоголичка;
  - Корнуоллис, Поносинка, Саймон (417) — дети мистера Хэнки и Отум;
- Морской народец (607) — создан Картманом. Погибает в эпизоде 607;
- Сказложоп (103) — житель гор. В эпизоде 103 убит Стэном;
- Челмедведосвин — упоминается в серии 1006, видимо, не существует реально. Появляется в эпизоде 1111 как житель Воображляндии. Снова появляется в эпизоде 2206, где убивает Сатану;
- Митчелл Коннор (705, 1405, 1406) — формальный персонаж, рука Картмана. Обычно выдает себя за Дженнифер Лопез. Служил во Вьетнаме;
- Жидокабра (1604) — чудовище наподобие Чупакабры, убивающее нееврейских детей во время Песаха. Первоначально придумано Картманом, чтобы напугать детей, охотящихся за пасхальными яйцами, но потом подтверждено Обществом изучающем йети. Картман и Баттерс впервые сняли его на камеру.

#### Вши
- Трэвис Мейфилд (1103) — вошь Клайда и, позже, Анджелины Джоли;
- Келли (1103) — жена Трэвиса. В эпизоде 1103 погибает;
- Хоуп (1103) — дочь Трэвиса и Келли;
- Президент (1103) — руководитель вшей Клайда. В эпизоде 1103 погибает;
- Вице-президент Крейг (1103) — руководитель вшей Клайда. В эпизоде 1103 погибает.

#### Разумные полотенца
- Полотенчик (англ. Towelie) (508) — доброе полотенце-наркоман;
- Злое полотенце (508) — злое полотенце;
- Полотенца-мутанты (508);
- Тряпочка (англ. Washcloth) (1407) — сын полотенчика.

#### Яковозавры
- Яков (305) — яковозавр-самец;
- Юнчжин (Хоуп) (305) — жена Якова;
- Дети Якова и Хоуп (305), не менее десяти.

### Инопланетяне
- Гильгокамеки (608) — в том числе главный представитель их католической церкви;
- Джузианцы (704) — в том числе продюсеры шоу «Земля»;
- Марклары (313) — гуманоиды;
- Обычные инопланетяне (101) — в том числе работники шоу «Земля».